# Mario Kart Tour
Mario Kart Tour (マリオカート ツアー Mario Kāto Tsuā?) es un videojuego de carreras desarrollado por Nintendo para las plataformas de Android e iOS. Es la décima entrega de la saga Mario Kart y la primera en ser publicada de forma oficial en dispositivos móviles. Disponible tanto en la Play Store de Android como en la App Store de iOS. Fue lanzado el 25 de septiembre de 2019. Mario Kart Tour es el lanzamiento móvil más grande de Nintendo y tiene una amplia variedad de usuarios. El primer día obtuvo 20 millones, la primera semana  ganó 91 millones y el primer mes consiguió los 123 millones de descargas.

## Anuncio
El 1 de febrero de 2018, Nintendo hizo público un tweet en el que anunciaba un nuevo Mario Kart llamado Mario Kart Tour.
Nintendo no dio casi ningún tipo de información acerca del proyecto, pero el 8 de febrero de 2018, el periodista japonés del diario The Wall Street Journal, Takashi Mochizuki, comunicó mediante un tweet que DeNA confirmó que el juego se lanzaría en el año fiscal de 2018, es decir, antes de marzo de 2019. El juego sería free to play. El 31 de enero de 2019, Nintendo anunció en su último informe financiero que el lanzamiento de Mario Kart Tour se retrasaría hasta el verano (del hemisferio norte) de 2019. Tiempo después, Nintendo hizo público un anuncio en su cuenta de Twitter donde revelaba que la fecha oficial de lanzamiento de Mario Kart Tour el 25 de septiembre de 2019.

## Desarrollo
En enero de 2018, Nintendo anunció una versión móvil de la serie Mario Kart para iOS y Android. Nintendo anunció en abril de 2019 que celebrarían un beta cerrada para el juego, exclusivamente para usuarios de Android, que tuvo lugar desde finales de mayo hasta principios de junio. Inicialmente se esperaba que se lanzara en marzo de 2019, el juego se lanzó el 25 de septiembre de 2019. Hasta el 26 de septiembre, un día después del lanzamiento de "Mario Kart Tour", se han realizado más de cinco millones de descargas del juego.

## Jugabilidad
El juego continúa con la jugabilidad tradicional de la serie Mario Kart, en la que personajes famosos del universo Mario de Nintendo compiten entre sí en carreras en go-karts en ciudades del mundo real, tales como: Nueva York, Tokio, París, Londres, Vancouver, Los Ángeles, Berlín, Sídney, Singapur, Ámsterdam, Bangkok, Atenas, Roma y Madrid.  En el juego tradicional, los jugadores tratan de llegar al primer lugar mientras tratan de obstaculizar el progreso de otros contrincantes hacia el mismo objetivo, utilizando varios objetos que se encuentran en las cajas de objetos en algunas partes del circuito. El juego incluye cuatro cilindradas diferentes, que son 50cc , 100cc , 150cc y 200cc , en los que el primero se desbloquea automáticamente y los dos siguientes se pueden desbloquear durante el juego, mientras que el cuarto se incluye con la compra del "Pase Dorado". Mario Kart Tour también vuelve a presentar karts de juegos anteriores. También incluye características de entregas anteriores como carreras submarinas y ala delta de Mario Kart 7 y Mario Kart 8 sin embargo, no hay antigravedad y no es posible personalizar el kart.

Nintendo, a través de una noticia publicada para todos los jugadores a mediados de la temporada de Helados (2023), ha anunciado que a partir de la temporada de Batalla (2023) el juego dejará de recibir contenido nuevo, en esto incluye: pistas, personajes, karts y alas. A partir de la actualización del 4 de octubre de 2023, el contenido será de temporadas anteriores.

### Puntuación y furor
La mayoría de objetos son de entregas anteriores y algunos personajes tienen objetos únicos. Algunos personajes en ciertos circuitos pueden conseguir hasta tres objetos. El juego también presenta un nuevo elemento si los tres objetos son iguales: Furor, en el que el jugador puede usar dicho objeto continuamente durante un corto periodo de tiempo mientras está en modo "Superestrella". El juego presenta 12 copas con 4 pistas (algunas de anteriores juegos). Las copas también llevan el nombre de los personajes de "Mario" en vez de los objetos habituales en la franquicia de "Mario".
La jugabilidad de Mario Kart Tour es única, ya que el juego solo requiere que los jugadores conduzcan el kart, mientras que el juego ayuda a acelerar automáticamente su vehículo. En cada curso, un jugador puede ganar hasta 5 maxiestrellas, según la cantidad de puntos que logre. Estos puntos se pueden obtener eligiendo un personaje adecuado, kart y planeador, trucos de salto y acciones como golpear a otro jugador con un elemento, derrapar, hacer acrobacias y su propia posición. Al final de cada copa, hay un tipo único de carrera, en el que son 2 vueltas y requiere que el jugador logre un objetivo antes de llegar a la línea de meta. Estas carreras únicas valen 3 maxiestrellas.

### Pases y objetos coleccionables
Mario Kart Tour incluye el Pase Plateado, recompensas como monedas y rubíes que se consiguen en el juego, como mediante desafíos, o también se pueden comprar con dinero real. En el juego, hay una tienda en la que los jugadores pueden gastar la monedas del juego para comprar personajes, vehículos, alas o cupones para aumentar el nivel de estos; o rubíes para disparar una tubería y tener la oportunidad de adquirir un nuevos personajes, vehículos o alas. Además, todos los desafíos se recompensan con insignias. El juego también presenta el Pase Dorado, una compra basada en suscripción que viene con la obtención de mayores recompensas durante las carreras y desbloqueó 200cc.
Podemos añadir a otros usuarios como amigos al videojuego, desde Facebook, Twitter (actualmente función no operativa) o una cuenta de Nintendo para comparar rankings de puntaje. Las Ligas es un modo competitivo donde jugadores comparan rankings de puntajes y los más altos reciben recompensas como monedas o rubíes. Por el momento el juego no tiene la modalidad multijugador activada, que ayudaría bastante a rebajar la sensación de estar desbloqueando por desbloquear.(actualmente cuenta con modo multijugador real y modo batalla)(act Aunque el juego actualmente carezca de multijugador, se requiere de conexión a la red para que bots con nombres de usuarios simulen un jugadores reales.

## Copas
La característica que tiene Mario Kart Tour y que se diferencia de las otras entregas es que las copas son nombradas al personaje que la promociona, por ejemplo Copa Mario, Copa Peach, entre otras.
En ella vendrán 3 circuitos (ya sea único, R, X o RX) que uno de ellos será favorable para el dueño de dicha copa más el desafío. 
La mayoría de personajes únicos o power-ups tienen su copa.
Personajes Comunes
- Copa Bebé Mario
- Copa Bebé Luigi
- Copa Bebé Peach
- Copa Bebé Daisy
- Copa Bebé Rosalina/Estela
- Copa Koopa
- Copa Huesitos
- Copa Shy Guy
- Copa Lemmy
- Copa Larry
- Copa Wendy
- Copa Ludwig
- Copa Iggy
- Copa Roy
- Copa Morton

Personajes Singulares
- Copa Mario
- Copa Luigi
- Copa Peach
- Copa Daisy
- Copa Toad
- Copa Toadette
- Copa Yoshi
- Copa Birdo
- Copa Rosalina/Estela
- Copa Rey Boo
- Copa Wario
- Copa Waluigi
- Copa Lakitu
- Copa DK
- Copa Diddy Kong
- Copa Bowser
- Copa Bowser Jr/Bowsy
- Copa Topo Monty
- Copa Hermano Martillo
- Copa Hermano Fuego
- Copa Hermano Hielo
- Copa Hermano Bumerán

Personajes Megasingulares
- Copa Mario de Metal
- Copa Peachette
- Copa Bowsitos
- Copa Pauline
- Copa Mario de Hielo
- Copa Peach de Oro Rosa
- Copa Funky Kong
- Copa Kamek
- Copa Peach Felina
- Copa Dixie Kong
- Copa Mii
- Copa Caco Gazapo
- Copa Placapum
- Copa Rosalina de Fuego/Estela de Fuego
- Copa Rey Bob-omba
- Copa Mario Tanuki
- Copa Poochy
- Copa Mario Dorado

| Temporada de Nueva York                                                                              | Temporada de Nueva York                                                                                | Temporada de Nueva York                                                                             | Temporada de Nueva York                                                                                         | Temporada de Nueva York                                                                                     | Temporada de Nueva York                                                                            | Temporada de Nueva York                                                                                        | Temporada de Nueva York                                                                                       |
| Copa Mario                                                                                           | Copa Donkey Kong                                                                                       | Copa Yoshi                                                                                          | Copa Koopa | Copa Toad                                                                                                   | Copa Peach                                                                                         | Copa Bowser | Copa Huesitos                                                                                                 |
| --- | --- | --------------------------------------------------------------------------------------------------- | --- | --- | -------------------------------------------------------------------------------------------------- | --- | --- |
| - Visita a Nueva York X - 3DS Cabo Cheep Cheep - SNES Circuito Mario 1 - Misión 1: 3DS Circuito Toad | - GCN Jungla Dino-Dino - 3DS Circuito Toad - 3DS Montaña Roqui-Roque - Misión 2: SNES Circuito Mario 1 | - GCN Circuito Yoshi - 3DS Colinas Daisy - 3DS Cabo Cheep Cheep - Misión 3: Visita a Nueva York     | - N64 Playa Koopa - Visita a Nueva York - 3DS Montaña Roqui-Roque R - Misión 4: N64 Playa Koopa                 | - 3DS Circuito Toad - 3DS Bazar Shy Guy - GCN Circuito Yoshi R - Misión 5: 3DS Circuito Toad                | - SNES Circuito Mario 1 R - GCN Circuito Yoshi - 3DS Colinas Daisy X - Misión 6: 3DS Colinas Daisy | - GBA Castillo de Bowser 1 - GCN Jungla Dino Dino - Visita a Nueva York R - Misión 7: N64 Playa Koopa          | - 3DS Cabo Cheep Cheep X - SNES Circuito Mario 1 - 3DS Montaña Roqui-Roque X - Misión 8: GCN Jungla Dino Dino |
| Copa Toadette                                                                                        | Copa Daisy                                                                                             | Copa Diddy Kong                                                                                     | Copa Bebé Mario                                                                                                 | Copa Shy Guy                                                                                                | Copa Bebé Peach                                                                                    | Copa Bowsitos                                                                                                  | Copa Mario de Metal                                                                                           |
| - 3DS Circuito Toad X - Visita a Nueva York R - GCN Jungla Dino Dino X - Misión 9: 3DS Circuito Toad | - 3DS Colinas Daisy - GCN Jungla Dino Dino R - 3DS Bazar Shy Guy X - Misión 10: GCN Circuito Yoshi     | - N64 Playa Koopa R - GBA Castillo Bowser 1 - Visita a Nueva York - Misión 11: GCN Jungla Dino Dino | - SNES Circuito Mario 1 X - 3DS Cabo Cheep Cheep R - 3DS Montaña Roqui-roque - Misión 12: SNES Circuito Mario 1 | - 3DS Bazar Shy Guy - Visita a Nueva York RX - GBA Castillo de Bowser 1 X - Misión 13: 3DS Cabo Cheep Cheep | - 3DS Colinas Daisy R - 3DS Bazar Shy Guy R - N64 Playa Koopa - Misión 14: 3DS Bazar Shy Guy       | - GBA Castillo de Bowser 1 R - N64 Playa Koopa X - Visita a Nueva York X - Misión 15: 3DS Montañas Riqui-Roque | - GCN Circuito Yoshi X - 3DS Circuito Toad R - Visita a Nueva York RX - Misión 16: Visita a Nueva York        |

| Temporada de Tokio                                                                                   | Temporada de Tokio                                                                                          | Temporada de Tokio                                                                                  | Temporada de Tokio                                                                                      | Temporada de Tokio                                                                                 | Temporada de Tokio                                                                                     | Temporada de Tokio                                                                                     | Temporada de Tokio                                                                                   |
| Copa Rosalina/Estela                                                                                 | Copa Lakitu                                                                                                 | Copa Toad                                                                                           | Copa Peach                                                                                              | Copa Bowsy                                                                                         | Copa Mario                                                                                             | Copa Bebé Daisy                                                                                        | Copa Ludwig                                                                                          |
| --- | --- | --------------------------------------------------------------------------------------------------- | --- | -------------------------------------------------------------------------------------------------- | --- | --- | --- |
| - Circuito Tokio X - 3DS Circuito Mario - SNES Senda Arcoíris - Misión 1: Circuito Mario             | - 3DS Ciudad Koopa - SNES Circuito Mario 2 - GCN Circuito Yoshi - Misión 2: Circuito Tokio                  | - 3DS Bazar Shy Guy - 3DS Circuito Toad - SNES Isla Chocolate 2 - Misión 3: SNES Senda Arcoíris     | - GCN Circuito Yoshi R - SNES Senda Arcoíris - 3DS Circuito Mario - Misión 4: SNES Circuito Mario 2     | - N64 Desierto Kalimari - Circuito Tokio - 3DS Ciudad Koopa R - Misión 5: Circuito Mario           | - SNES Circuito Mario 2 R - GCN Circuito Yoshi - Circuito Tokio R - Misión 6: 3DS Ciudad Koopa         | - N64 Desierto Kalimari X - 3DS Circuito Toad - 3DS Circuito Mario R - Misión 7: 3DS Circuito Toad     | - 3DS Bazar Shy Guy R - 3DS Ciudad Koopa - N64 Desierto Kalimari R - Misión 8: SNES Isla Chocolate 2 |
| Copa Toadette                                                                                        | Copa Larry                                                                                                  | Copa Bebé Rosalina/Estela                                                                           | Copa Wendy                                                                                              | Copa Wario                                                                                         | Copa Daisy                                                                                             | Copa Bowsitos                                                                                          | Copa Peachette                                                                                       |
| - SNES Circuito Mario 2 X - Circuito Tokio R - 3DS Circuito Toad X - Misión 9: SNES Isla Chocolate 2 | - 3DS Montaña Roqui-Roque X - N64 Desierto Kalimari - SNES Isla Chocolate 2 R - Misión 10: 3DS Ciudad Koopa | - SNES Senda Arcoíris X - SNES Circuito Mario 2 - Circuito Tokio - Misión 11: N64 Desierto Kalimari | - 3DS Montaña Roqui-Roque - SNES Isla Chocolate 2 - 3DS Bazar Shy Guy X - Misión 12: 3DS Circuito Mario | - SNES Isla Chocolate 2 X - Circuito Tokio RX - 3DS Bazar Shy Guy - Misión 13: SNES Senda Arcoíris | - 3DS Circuito Mario X - 3DS Montaña Roqui-Roque - GCN Circuito Yoshi X - Misión 14: 3DS Bazar Shy Guy | - 3DS Ciudad Koopa X - Circuito Tokio X - 3DS Montaña Roqui-Roque R - Misión 15: N64 Desierto Kalimari | - 3DS Circuito Toad R - SNES Senda Arcoíris R - Circuito Tokio RX - Misión 16: Circuito Tokio        |

| Temporada de Halloween                                                                                            | Temporada de Halloween | Temporada de Halloween | Temporada de Halloween | Temporada de Halloween                                                                                              | Temporada de Halloween | Temporada de Halloween | Temporada de Halloween |
| Copa Luigi | Copa Lemmy | Copa Shy Guy | Copa Huesitos | Copa Waluigi | Copa Bebé Luigi | Copa Toadette | Copa Wario |
| --- | --- | --- | --- | --- | --- | --- | --- |
| - DS Mansión de Luigi - 3DS Circuito Mario - N64 Playa Koopa - Misión 1: 3DS Circuito Toad (Contrarreloj)         | - 3DS Colinas Daisy - N64 Desierto Kalimari - GBA Castillo de Bowser 1 - Misión 2: GCN Jungla Dino Dino (Saltos acelerados)        | - 3DS Ciudad Koopa - DS Mansión de Luigi - SNES Senda Arcoíris - Misión 3: N64 Desierto Kalimari (Ruta de aros)             | - SNES Valle Fantasma 1 - GCN Jungla Dino Dino - N64 Desierto Kalimari - Misión 4: SNES Senda Arcoíris (Elimina a los goombas) | - DS Pinball Waluigi - DS Mansión de Luigi R - 3DS Circuito Mario - Misión 5: 3DS Colinas Daisy (Festival de cajas) | - SNES Valle Fantasma 1R - 3DS Ciudad Koopa - 3DS Colinas Daisy X - Misión 6: DS Mansión de Luigi (Reto de planeo)          | - GBA Castillo de Bowser 1R - 3DS Circuito Mario X - SNES Valle Fantasma 1 - Misión 7: 3DS Ciudad Koopa (Contrarreloj)    | - DS Pinball Waluigi X - SNES Senda Arcoíris - N64 Desierto Kalimari R - Misión 8: DS Pinball Waluigi (¡Contra mega Wario!)      |
| Copa Yoshi | Copa Morton | Copa Diddy Kong | Copa Rosalina (Estela) | Copa Mario | Copa Bebé Daisy | Copa Mario de Metal | Copa Rey Boo |
| - GCN Jungla Dino Dino R - N64 Playa Koopa - SNES Valle Fantasma 1X - Misión 9: 3DS Circuito Mario (Ruta de aros) | - 3DS Colinas Daisy R - GBA Castillo de Bowser 1 - SNES Senda Arcoíris X - Misión 10: N64 Playa Koopa (¡Derrota a peque huesitos!) | - GCN Jungla Dino Dino X - N64 Playa Koopa X - DS Pinball Waluigi - Misión 11: GBA Castillo de Bowser 1 (Saltos acelerados) | - 3DS Ciudad Koopa R - N64 Desierto Kalimari X - DS Mansión de Luigi X - Misión 12: DS Pinball Waluigi (Evita los obstáculos)  | - N64 Playa Koopa R - 3DS Circuito Mario R - DS Pinball Waluigi X - Misión 13: GCN Jungla Dino Dino (Contrarreloj)  | - N64 Desierto Kalimari X - 3DS Ciudad Koopa X - GCN Jungla Dino Dino - Misión 14: SNES Valle Fantasma 1 (Carrerón inverso) | - SNES Senda Arcoíris R - 3DS Colinas Daisy - GBA Castillo de Bowser 1X - Misión 15: 3DS Ciudad Koopa (Saltos acelerados) | - SNES Valle Fantasma 1X - DS Mansión de Luigi X - DS Pinball Waluigi R - Misión 16: DS Mansión de Luigi (¡Contra mega Rey Boo!) |

| Temporada de París | Temporada de París | Temporada de París | Temporada de París | Temporada de París | Temporada de París | Temporada de París | Temporada de París | Temporada de París |
| Copa Peach | Copa Diddy Kong | Copa Luigi | Copa Bebé Daisy | Copa Yoshi | Copa Toad | Copa Bebé Luigi | Copa Roy | Copa Daisy |
| --- | --- | --- | --- | --- | --- | --- | --- | --- |
| - Bulevares de París - 3DS Cabo Cheep Cheep - SNES Isla Chocolate 2 - Misión 1: SNES Circuito Mario (Contrarreloj)          | - SNES Circuito Mario 3 - 3DS Bazar Shy Guy - GCN Jungla Dino Dino - Misión 2: Bulevares de París (Ruta de aros)             | - GBA Castillo de Bowser 1 - DS Pinball Waluigi - DS Mansión de Luigi - Misión 3: Bazar Shy Guy (Saltos acelerados)             | - GCN Jungla Dino Dino - SNES Circuito Mario 1 - 3DS Cabo Cheep Cheep - Misión 4: Isla Chocolate (Elimina los goombas) | - GCN Circuito Yoshi - Bulevares de París X - SNES Circuito Mario 3 - Misión 5: GCN Circuito Yoshi (Reto de planeo)                        | - 3DS Cabo Cheep Cheep R - GBA Castillo de Bowser 1 - Bulevares de París R - Misión 6: DS Pinball Waluigi (Festival de cajas) | - SNES Circuito Mario 1R - GCN Circuito Yoshi - DS Pinball Waluigi X - Misión 7: DS Mansión de Luigi (Contrarreloj)         | - GCN Jungla Dino Dino R - DS Mansión de Luigi - SNES Circuito Mario 3X - Misión 8: GCN Jungla Dino Dino (¡Contra mega Roy!)         | - DS Pinball Waluigi R - Bulevares de París R - SNES Circuito Mario 1 - Misión 9: GCN Jungla Dino Dino (Ruta de aros)          |
| Copa Bebé Rosalina (Estela )                                                                                                | Copa Donkey Kong | Copa Lemmy | Copa Waluigi | Copa Toadette | Copa Bowser | Copa Peachette | Copa Bowsitos | Copa Mario de Metal |
| - 3DS Bazar Shy Guy R - SNES Isla Chocolate 2 - GCN Circuito Yoshi R - Misión 10: Bulevares de París (Evita los obstáculos) | - GBA Castillo de Bowser 1R - GCN Jungla Dino Dino X - Bulevares de París - Misión 11: DS Pinball Waluigi (Carrerón inverso) | - DS Mansión de Luigi X - SNES Isla Chocolate 2X - 3DS Bazar Shy Guy - Misión 12: SNES Circuito Mario 3 (Elimina a los goombas) | - DS Pinball Waluigi - Bulevares de París RX - SNES Circuito Mario 1X - Misión 13: 3DS Bazar Shy Guy (Contrarreloj)    | - SNES Circuito Mario 3R - 3DS Bazar Shy Guy X - 3DS Cabo Cheep Cheep X - Misión 14: GBA Castillo de Bowser 1 (¡Derrota a peque huesitos!) | - DS Mansión de Luigi R - Bulevares de París X - GBA Castillo de Bowser 1X - Misión 15: SNES Circuito Mario 3 (Ruta de aros)  | - SNES Isla Chocolate 2R - GCN Circuito Yoshi X - Bulevares de París RX - Misión 16: GCN Circuito Yoshi (Saltos acelerados) | - DS Pinball Waluigi X - GBA Castillo de Bowser 1X - GCN Jungla Dino Dino X - Misión 17: DS Mansión de Luigi (Elimina a los goombas) | - GCN Circuito Yoshi X - SNES Circuito Mario 3X - DS Mansión de Luigi X - Misión 18: Bulevares de París (¡Contra mega Bowser!) |

| Temporada de Invierno | Temporada de Invierno                                                                                               | Temporada de Invierno                                                                                                   | Temporada de Invierno | Temporada de Invierno | Temporada de Invierno | Temporada de Invierno | Temporada de Invierno | Temporada de Invierno |
| Copa Mario | Copa Bowser Jr. (Bowsy)                                                                                             | Copa Koopa | Copa Donkey Kong | Copa Toad | Copa Bebé Mario | Copa Larry | Copa Lakitu | Copa Bebé Peach |
| --- | --- | --- | --- | --- | --- | --- | --- | --- |
| - DS DK Alpino - 3DS Cabo Cheep Cheep - 3DS Circuito Toad - Misión 1: SNES Isla Chocolate 2 (Contrarreloj)                                | - N64 Desierto Kalimari - 3DS Montaña Roqui-Roque - 3DS Ciudad Koopa - Misión 2: DS DK Alpino (Saltos acelerados)   | - SNES Circuito Mario 1 - N64 Playa Koopa - SNES Isla Chocolate 2 - Misión 3: 3DS Circuito Toad (Ruta de aros)          | - 3DS Cabo Cheep Cheep - DS DK Alpino - 3DS Montaña Roqui-Roque R - Misión 4: SNES Circuito Mario 1 (Festival de cajas)  | - 3DS Ciudad Koopa - 3DS Circuito Toad - SNES Circuito Mario 3X - Misión 5: 3DS Montaña Roqui-Roque (Contrarreloj)         | - 3DS Cabo Cheep Cheep R - SNES Isla Chocolate 2 - DS DK Alpino X - Misión 6: N64 Desierto Kalimari (Elimina los goombas) | - N64 Playa Koopa R - 3DS Ciudad Koopa X - 3DS Montaña Roqui-Roque - Misión 7: SNES Circuito Mario 3 (Evita los obstáculos)      | - 3DS Circuito Toad X - 3DS Cabo Cheep Cheep R - SNES Circuito Mario 3 - Misión 8: DS DK Alpino (Reto de planeo)                     | - DS DK Alpino R - SNES Circuito Mario 1 - N64 Playa Koopa - Misión 9: 3DS Montaña Roqui-Roque (¡Contra mega Iggy!)            |
| Copa Iggy | Copa Rey Boo | Copa Wario | Copa Morton | Copa Daisy | Copa Roy | Copa Mario de Metal | Copa Bowsitos | Copa Peachette |
| - SNES Circuito Mario 3 - SNES Isla Chocolate 2X - N64 Desierto Kalimari R - Misión 10: 3DS Cabo Cheep Cheep (¡Derrota a peque huesitos!) | - 3DS Ciudad Koopa R - 3DS Cabo Cheep Cheep X - DS DK Alpino R - Misión 11: NES Isla Chocolate 2 (Carrerón inverso) | - 3DS Montaña Roqui-Roque X - 3DS Circuito Toad R - SNES Circuito Mario 1R - Misión 12: 3DS Ciudad Koopa (Ruta de aros) | - N64 Playa Koopa X - 3DS Montaña Roqui-Roque R - N64 Desierto Kalimari - Misión 13: DS DK Alpino (Evita los obstáculos) | - SNES Circuito Mario 3R - 3DS Circuito Toad X - 3DS Colinas Daisy RX - Misión 14: N64 Playa Koopa (Elimina a los goombas) | - SNES Isla Chocolate 2R - DS DK Alpino X - 3DS Ciudad Koopa R - Misión 15: SNES Circuito Mario 3 (Contrarreloj)          | - SNES Senda Arcoíris RX - SNES Circuito Mario 1X - SNES Circuito Mario RX - Misión 16: 3DS Cabo Cheep Cheep (Saltos acelerados) | - SNES Isla Chocolate 2X - SNES Circuito Mario 3X - N64 Desierto Kalimari X - Misión 17: 3DS Montaña Roqui-Roque (Festival de cajas) | - 3DS Colinas Daisy RX - SNES Circuito Mario RX - SNES Senda Arcoíris RX - Misión 18: DS DK Alpino (¡Contra mega Donkey Kong!) |

| Temporada de Londres | Temporada de Londres | Temporada de Londres                                                                                             | Temporada de Londres | Temporada de Londres | Temporada de Londres | Temporada de Londres | Temporada de Londres | Temporada de Londres |
| Copa Daisy | Copa Bowser Jr. (Bowsy.)                                                                                                | Copa Toad | Copa Peach | Copa Luigi | Copa Bebé Mario | Copa Shy Guy | Copa Wendy | Copa Mario |
| --- | --- | --- | --- | --- | --- | --- | --- | --- |
| - Ronda por Londres - SNES Circuito Mario 2 - 3DS Colinas Daisy - Misión 1: SNES Circuito Mario 2 (Contrarreloj)               | - 3DS Ciudad Koopa - 3DS Montaña Roqui-Roque - SNES Valle Fantasma 1R - Misión 2: 3DS Colinas Daisy (Saltos acelerados) | - 3DS Circuito Toad - SNES Senda Arcoíris - SNES Circuito Mario 2 - Misión 3: Ronda por Londres (Ruta de aros)   | - 3DS Circuito Mario - Ronda por Londres X - 3DS Ciudad Koopa - Misión 4: DS DK Alpino (Elimina los goombas)             | - SNES Valle Fantasma 1 - 3DS Colinas Daisy - SNES Senda Arcoíris R - Misión 5: 3DS Ciudad Koopa (Festival de cajas)                  | - SNES Circuito Mario 2R - 3DS Circuito Mario X - 3DS Circuito Toad - Misión 6: GBA Castillo de Bowser 1 (Carrerón Inverso) | - 3DS Colinas Daisy R - SNES Senda Arcoíris X - Ronda por Londres R - Misión 7: Ronda por Londres (Reto de planeo)                    | - 3DS Montaña Roqui-Roque X - 3DS Ciudad Koopa R - SNES Valle Fantasma 1 - Misión 8: 3DS Circuito Mario (¡Contra mega Wendy!) | - SNES Senda Arcoíris - DS DK Alpino - 3DS Circuito Mario R - Misión 9: 3DS Montaña Roqui-Roque (Evita los obstáculos)              |
| Copa Huesitos | Copa Rosalina (Estela)                                                                                                  | Copa Koopa | Copa Ludwig | Copa Donkey Kong | Copa Waluigi | Copa Wario | Copa Peachette | Copa Bowser |
| - Ronda por Londres RX - SNES Valle Fantasma 1X - 3DS Circuito Toad R - Misión 10: SNES Valle Fantasma 1 (Elimina los goombas) | - SNES Senda Arcoíris R - DS DK Alpino R - 3DS Ciudad Koopa X - Misión 11: 3DS Colinas Daisy (Contrarreloj)             | - DS DK Alpino - Ronda por Londres - SNES Valle Fantasma 1X - Misión 12: SNES Senda Arcoíris (Festival de cajas) | - 3DS Circuito Mario 2X - 3DS Colinas Daisy R - GCN Circuito Yoshi RX - Misión 13: Ronda por Londres (Saltos acelerados) | - 3DS Montaña Roqui-Roque R - 3DS Circuito Mario - Ronda por Londres X - Misión 14:SNES Valle Fantasma 1 (¡Derrota a peque huesitos!) | - GBA Castillo de Bowser 1RX - Ronda por Londres R - DS DK Alpino X - Misión 15: DS Mansión de Luigi (Ruta de aros)         | - 3DS Montaña Roqui-Roque - DS Mansión de Luigi RX - Ronda por Londres RX - Misión 16: GBA Castillo de Bowser 1 (Elimina los goombas) | - 3DS Colinas Daisy X - 3DS Circuito Toad X - 3DS Circuito Mario X - Misión 17: GCN Circuito Yoshi (Contrarreloj)             | - DS Mansión de Luigi RX - GCN Circuito Yoshi RX - GBA Castillo de Bowser 1RX - Misión 18: Ronda por Londres (¡Contra mega Bowser!) |

## Personajes
Mario Kart Tour incluye varios personajes de juegos anteriores, con personajes nuevos como Pauline, Topo Monty, , Dixie Kong, Kamek, Placapum, Poochy, y skins de Mario, Peach u otros personajes. El jugador, inicialmente, podrá obtener aleatoriamente a Toad, Toadette o Peachette, pero podrá desbloquear otros personajes. Cada personaje, como en Mario Kart: Double Dash!! tiene un objeto especial que aquí será conocido como habilidad especial, estos tendrán mayor efectividad que los objetos normales que puede adquirirse aleatoriamente durante la carrera. 
Los personajes no se dividen por peso como en la serie principal, sino que se basan en la rareza. Cuanto más raro sea un personaje, más puntos se recibe al final de la carrera. 
- Lista de personajes con su habilidad especial:

| COMÚN | SINGULAR | MEGASINGULAR | MEGASINGULAR TRAJES Mii |
| --- | --- | --- | --- |
| - Bebé Mario (Flor Bumerán) - Bebé Peach (Burbuja) - Bebé Daisy (Burbuja) - Bebé Rosalina / Estela (Burbuja) - Bebé Luigi (Flor Bumerán) - Koopa (Triple Caparazón Verde) - Shy Guy (Doble Bob-omb) - Huesitos (Triple Caparazón Verde) - Iggy (Triple Caparazón Verde) - Larry (Flor Bumerán) - Lemmy (Burbuja) - Ludwig (Aro Turbo) - Morton (Plátano Gigante) - Roy (Doble Bob-omb) - Wendy (Corazón) | Singular Regular - Mario (Flor de Fuego) - Peach (Corazón) - Yoshi (Huevo de Yoshi) - Daisy (Corazón) - Toad (Triple Champiñón) - Toadette (Triple Champiñón) - Rosalina/Estela (Aro Turbo) - Luigi (Flor de Fuego) - Toad "Boxes" (Flor Bumerán) - Yoshi Rojo (Huevo de Yoshi) - Bowser (Caparazón de Bowser) - Donkey Kong (Plátano Gigante) - Diddy Kong (Lanzaplátanos) - Lakitu (Triple Caparazón Verde) - Bowser Jr/Bowsy. (Caparazón de Bowser) - Wario (Doble Bob-omba) - Waluigi (Doble Bob-omba) - Rey Boo (Ruleta del 7) - Shy Guy Negro (Cañón de Bob-ombas) - Koopa Rojo "Corredor" (Flor de Fuego) - Birdo (Huevo de Birdo) - Shy Guy Rosa (Corazón) - Birdo "Celeste" (Huevo de Birdo) - Hermano Martillo (Martillo) - Hermano Bumerán (Flor Bumerán) - Hermano Fuego (Flor de fuego) - Hermano Hielo (Flor de hielo) - Birdo "Amarillo" (Huevo de Birdo) - Topo Monty (Cañón de Champiñones) Singular Exclusivo - Yoshi Azul (Aro Turbo) - Shy Guy Verde (Triple Caparazón Verde) - Koopa Azul "Corredor" (Flor de Hielo) - Yoshi Rosa (Corazón) - Birdo "Azul" (Aro Turbo) - Toad Amarillo "Boxes" (Plátano Gigante) - Toad Celeste "Boxes" (Flor de Hielo) - Koopa Morado "Corredor" (Doble Bob-omba) - Shy Guy Celeste (Flor de Hielo) - Toad Rojo "Boxes" (Flor de Fuego) - Yoshi Naranja (Huevo de Yoshi) - Shy Guy Azul (Aro Turbo) - Toad Verde "Boxes" (Triple Caparazón Verde) - Toad Rosa "Boxes" (Corazón) - Birdo "Naranja" (Huevo de Birdo) - Shy Guy Blanco (Triple Champiñón) - Koopa "Corredor" (Triple Caparazón Verde) - Shy Guy Naranja (Doble Bob-omba) - Yoshi Celeste (Huevo de Yoshi) - Birdo "Rojo" (Huevo de Birdo) - Shy Guy Amarillo (Triple Plátano) - Yoshi Amarillo (Huevo de Yoshi) - Birdo "Verde" (Flor de Fuego) - Toad Morado "Boxes" (Giga Bob-omba) | Megasingular Regular - Mario de Metal (Flor de fuego) - Peachette (Cañón de Champiñones) - Bowsitos (Caparazón de Bowser) - Pauline (Ruleta del 7) - Mario de Hielo (Flor de Hielo) - Peach de Oro Rosa (Caja de Monedas) - Rey Bob-omba (Giga Bob-omba) - Yoshi Negro (Doble Bob-omba) - Funky Kong (Lanzaplátanos) - Peach Felina (Supercampana) - Luigi Pingüino (Flor de Hielo) - Dixie Kong (Triple plátano) - Caco Gazapo (Ruleta del 7) - Birdo "Negro" (Cañón de Bob-ombas) - Yoshi Blanco (Triple Champiñón) - Peach "Invierno" (Aro Turbo) - Peach "Exploradora" (Cañón de Bob-ombas) - Capitán Toad (Martillo) - Bowser Jr/Bowsy "Pirata" (Cañón de Bob-ombas) - Wario "Vaquero" (Flor de Fuego) - Toad Felino (Supercampana) - Placapum (Ruleta del 7) - Daisy "Traje de Baño" (Triple Plátano) - Mario "Clásico" (Triple Champiñón) - Luigi "Clásico" (Ruleta del 7) - Pauline "Fiesta" (Caja de Monedas) - Toad "Fiesta" (Cañón de Champiñones) - Lakitu "Fiesta" (Ruleta del 7) - Pauline "Rosas" (Flor de Fuego) - Kamek (Caja de Monedas) - Mario Tanuki (Superhoja) - Rosalina/Estela Tanuki (Superhoja) - Rosalina/Estela Felina (Supercampana) - Rosalina/Estela de Fuego (Flor de Fuego) - Toadette "Exploradora" (Doble bob-omb) - Birdo "Blanco" (Triple Champiñón) - Daisy "Granjera" (Martillo) - Koopa Dorado "Corredor" (Caja de Monedas) - Bebé Peach "Querubín" (Corazón) - Shy Guy "Pastelero" (Cañón de Champiñones) - Mario "Aviador" (Aro Turbo) - Mario "Casco de Carreras" (Triple Champiñón) Megasingular Exclusivo - Mario "Músico" (Doble Bob-omb) - Peach "Kimono" (Cañón de Champiñones) - Mario "Hakama" (Caja de Monedas) - Rosalina/Estela "Halloween" (Aro Turbo) - Rey Boo "Luigi’s Mansion" (Cañón de Bob-ombas) - Peach "Vacaciones" (Caja de Monedas) - Mario "Papá Noel" (Flor de fuego) - Daisy "Navideña" (Ruleta del 7) - Waluigi "Conductor" (Triple plátano) - Yoshi "Reno" (Huevo de Yoshi) - Mario "Happi" (Cañón de Bob-ombas) - Rosalina/Estela "Aurora" (Flor de Hielo) - Wario "Excursionista" (Cañón de Bob-ombas) - Bebé Rosalina/Estela "Detective" (Aro Turbo) - Yoshi "Huevo" (Huevo de Yoshi) - Huesitos Dorado (Caja de monedas) - Mario Constructor (Martillo) - Toad Constructor (Cañón de Bom-ombas) - Daisy "Hada" (Corazón) - Mario "Chef" (Ruleta del 7) - Peach "Nupcial" (Triple Champiñón) - Rosalina/Estela "Traje de Baño" (Caja de Monedas) - Mario "Traje de Baño" (Aro Turbo) - Daisy "Yukata" (Flor de Fuego) - Mario SNES (Triple Champiñón) - DK Jr SNES (Triple Plátano) - Mario "Sunshine" (Plátano Gigante) - Shy Guy Dorado (Giga Bob-omba) - Peach "Halloween" (Flor de Fuego) - Mario "Halloween" (Ruleta del 7) - Rey Boo Dorado (Caja de Monedas) - Luigi Constructor (Martillo) - Bowser "Papá Noel" (Caja de Monedas) - Luigi "Tirolés" (Triple Champiñón) - Toad "Pingüino" (Aro turbo) - Shy Guy "Ninja" (Flor Bumerán) - Rey Bomb-omba Dorado (Caja de Monedas) - Bebé Mario "Koala" (Corazón) - Toadette Constructora (Martillo) - Mario "Frac" (Caja De Monedas) - Luigi "Pintor" (Ruleta del 7) - Mario "Béisbol" (Cañón de Champiñones) - Peach "Happi" (Ruleta del 7) - Mario Pingüino (Flor de Hielo) - Yoshi "Canguro" (Flor Bumerán) - Waluigi "Vampiro" (Cañón de Bob-ombas) - Mario "Satellaview" (Ruleta del 7) - Toadette Pingüino (Flor de Hielo) - Bowser Felino (Caja de Monedas) - Luigi "Vacaciones" (Flor Bumerán) - Mario "Golfista" (Cañón de Champiñones) - Luigi "Golfista" (Doble Bob-omba) - Mario "Aviador" (Aro Turbo) - Mario "Samurái" (Flor Bumerán) - Peach "Yukata" (Giga Bob-omba) - Shy Guy Rosa "Ninja" (Plátano Gigante) - Yoshi "Huevo Dorado" (Caja de monedas) - Rosalina/Estela "Volendam" (Flor Bumerán) - Daisy "Granjera" (Martillo) - Dr. Mario (Cápsula) - Dr. Luigi (Cápsula) - Dra. Peach (Cápsula) - Dr. Bowser (Cápsula) - Mario Felino (Supercampana) - Luigi Felino (Giga Bob-omba) - Rosalina/Estela "Chef" (Plátano Gigante) - Daisy "Vestido tailandés" (Caja de Monedas) - Pepito/Floro Piraña (Flor Bumerán) - Daisy "Marinera" (Doble Bob-omba) - Toadette "Marinera" (Cañón de Champiñones) - Mario Tanuki Blanco (Plátano Gigante) - Placapum Dorado (Caja de Monedas) - Luigi "Caballero" (Flor Bumerán) - Mario "Rey" (Caja de monedas) - Luigi "Chef" (Triple Plátano) - Pepito/Floro Piraña Dorado (Caja de Monedas) - Luigi Kitsune (Superhoja) - Larry "Invierno" (Caja de monedas) - Toad "Astronauta" (Flor Bumerán) - Toadette "Astronauta" (Aro Turbo) - Shy Guy Celeste "Explorador" (Ruleta del 7) - Shy Guy Amarillo "Explorador" (Martillo) - Poochy (Ruleta del 7) - Toad “Turista” (Plátano Gigante) - Luigi "Caballero Dorado" (Caja de monedas) - Donkey Kong “Gladiador” (Flor Bumerán) - Floruga (Plátano gigante) - Pauline “Vaquera” (Flor Bumerán) - Mario “Traje Negro (Cañón de Champiñones) - Floruga "Dorada" (Caja de Monedas) - Mario Dorado (Flor de Fuego) - Mario "Mecánico" (Triple Plátano) - Luigi "Mecánico" (Martillo) | - Traje Mii Rojo (Cañón de Champiñones) - Traje Mii Mario (Flor de Fuego) - Traje Mii Peach (Corazón) - Traje Mii DK (Plátano Gigante) - Traje Mii Toad (Triple Champiñón) - Traje Mii Rosalina/Estela (Aro Turbo) - Traje Mii Luigi (Flor de Fuego) - Traje Mii Rey Boo (Ruleta del 7) - Traje Mii Rey Bob-omb- (Giga Bob-omba) - Traje Mii Yoshi (Huevo de Yoshi) - Traje Mii Birdo (Huevo de Birdo) - Traje Mii Caco Gazapo (Ruleta del 7) - Traje Mii Wario (Doble Bob-omba) - Traje Mii Bloque ? (Caja de Monedas) - Traje Mii Felino (Supercampana) - Traje Mii Pastelero (Triple Plátano) - Traje Mii Chomp Cadenas (Doble Bob-omba) - Traje Mii Floro Piraña (Flor Bumerán) - Traje Mii Cheep Cheep (Burbuja) - Traje Mii Delfín (Aro Turbo) - Traje Mii Helado (Flor de Hielo) - Traje Mii Bowser (Caparazón de Bowser) - Traje Mii Bowsitos (Caparazón de Bowser) - Traje Mii Goomba (Doble Bob-omba) - Traje Mii Hermano Martillo (Martillo) - Traje Mii Castillo (Cañón de bob-ombas) - Traje Mii Blanco (Triple Champiñón) - Traje Mii Verde (Triple Caparazón verde) - Traje Mii Huesitos (Triple Caparazón verde) - Traje Mii Amarillo (Plátano gigante) - Traje Mii Mu Mu (Cañón de Champiñones) - Traje Mii Topo Roqui/Tortopo (Martillo) - Traje Mii Papá Noel (Ruleta del 7) - Traje Mii Reno (Aro Turbo) - Traje Mii Negro (Doble Bob-omba) - Traje Mii Morado (Giga Bob-omba) - Traje Mii Turbo Merlión/Vagón Merlión (Aro Turbo) - Traje Mii Marrón (Cañón de bob-ombas) - Traje Mii Catina alada/Marchimotas alado (Doble Bob-omba) - Traje Míi Escupicos/Spike (Cañón de bob-ombas) - Traje Míi Pokey (Triple plátano) - Traje Mii Planta Piraña (Flor de Fuego) - Traje Mii Azul (Aro Turbo) - Traje Mii Larry (Flor Bumerán) - Traje Mii Iggy (Triple Caparazón Verde) - Traje Mii Roy (Doble Bob-omba) - Traje Mii Ludwig (Aro Turbo) - Traje Mii Lemmy (Burbuja) - Traje Mii Morton (Plátano gigante) - Traje Mii Daisy (Triple Plátano) - Traje Mii Rosa (Corazón) - Traje Mii Topo Monty (Cañón de Champiñones) - Traje Mii Waluigi (Doble Bob-omba) - Traje Mii Pezueso (Burbuja) - Traje Mii Verde claro (Lanzaplátanos) - Traje Mii Floruga (Plátano gigante) - Traje Mii Toadette (Triple Champiñón) - Traje Mii Wendy (Corazón) - Traje Mii Naranja (Triple Plátano) - Traje Mii Blooper (Flor de Hielo) - Traje Mii Celeste (Flor de Hielo) - Traje Mii Koopayaso/Helikoopa (Caparazón de Bowser) - Traje Mii Bronce (Flor Bumerán) - Traje Mii Plateado (Ruleta del 7) - Traje Mii Dorado (Caja de Monedas) |

## Habilidades Especiales
Similar a Mario Kart Double Dash!!, los personajes contarán con una habilidad especial que es más que nada un ítem que poseen ciertos personajes. Estos pueden ser obtenidos en el juego aleatoriamente. Al igual que los ítems comunes, estos también entran en estado de furor. 
Flor de Fuego. Obtendrás 3 bolas de fuego que rodearan al kart. Al ser desbloqueada la Flor de Fuego+ añadirá una bola de fuego. Es la habilidad especial de Mario, Luigi, Koopa Rojo "Corredor", Hermano Fuego, Toad Rojo "Boxes", Birdo "Verde", Mario de Metal, Mario "Papá Noel", Wario "Vaquero", Daisy "Yukata" Peach "Halloween", Rosalina/Estela de Fuego, Pauline "Rosas", Mario Dorado, Traje Mii Mario, Traje Mii Luigi y Traje Mii Planta Piraña. 
Flor de Hielo. Obtendrás 3 bolas de hielo que rodearan al kart. Al ser desbloqueada la Flor de Hielo+ añadirá una bola de hielo. Es la habilidad especial de Hermano Hielo, Koopa Azul "Corredor", Toad Celeste "Boxes", Shy Guy Celeste, Mario de Hielo, Luigi Pingüino, Rosalina/Estela "Aurora", Mario Pingüino , Toadette Pingüino , Traje Mii Helado, Traje Mii Blooper y Traje Mii Celeste. 
Flor Bumerán. El bumerán girará alrededor del kart, golpeará todo lo que esté a su alrededor y recogerá las monedas que estén cerca. Al ser desbloqueada la Flor Bumerán+ añade otro bumerán. Es la habilidad especial de Bebé Mario, Bebé Luigi, Larry, Toad "Boxes", Hermano Bumerán, Yoshi "Canguro", Luigi "Vacaciones", Shy Guy "Ninja" , Mario "Samurai", Rosalina / Estela "Volendam" , Pepito/Floro Piraña, Luigi "Caballero", Toad Azul "Astronauta", Donkey Kong “Gladiador”, Pauline “Vaquera”, Traje Mii Pepito/Floro Piraña, Traje Mii Larry y Traje Mii Bronce. 
Corazón. El corazón protegerá de ataques enemigos. Al ser desbloqueado el Corazón+ añade otro corazón pero no durará mucho tiempo. Es la habilidad especial de Peach, Daisy, Wendy, Shy Guy Rosa, Yoshi Rosa, Toad Rosa "Boxes" Bebé Peach "Querubín", Daisy "Hada", Bebé Mario "Koala" Traje Mii Peach, Traje Mii Rosa y Traje Mii Wendy.
 Burbuja. El jugador será envuelto en una burbuja que lo defenderá de ataques enemigos (similar al corazón). Al ser desbloqueada la Burbuja+ la burbuja será más fácil de controlar y su velocidad aumentará. Es la habilidad especial de Bebé Peach, Bebé Daisy, Bebé Rosalina/Estela, Lemmy, Traje Mii Cheep Cheep, Traje Mii Lemmy y Traje Mii Pezueso. 
Triple Champiñón. Tres Champiñones darán un impulso más largo comparado a un solo champiñón. Al ser desbloqueado el Triple Champiñón+ la probabilidad de obtenerlos es mayor y el impulso será aún más largo. Es la habilidad especial de Toad, Toadette, Shy Guy Blanco, Mario "Clásico", Peach "Nupcial", Mario SNES, Luigi "Tirolés", Mario "Casco de Carreras", Yoshi Blanco , Birdo "Blanco" , Traje Mii Toad, Traje Mii Blanco y Traje Mii Toadette.
Huevo de Yoshi. Similar al caparazón rojo, perseguirá al enemigo más cercano, lo golpeará y del huevo saldrán 3 objetos. Al ser desbloqueado el Huevo de Yoshi+ el huevo será más grande y serán 4 objetos que saldrán de él. Es la habilidad especial de Yoshi, Yoshi Rojo, Yoshi Naranja, Yoshi Celeste, Yoshi Amarillo, Yoshi "Reno", Yoshi "Huevo" y Traje Mii Yoshi. 
Huevo de Birdo. Similar al caparazón rojo, perseguirá al enemigo más cercano, lo golpeará y del huevo saldrán 3 objetos. Al ser desbloqueado el Huevo de Birdo+ el huevo será más grande y serán 4 objetos que saldrán de él. Es la habilidad especial de Birdo, Birdo "Celeste", Birdo "Amarillo", Birdo "Naranja", Birdo “Rojo” y Traje Mii Birdo. 
Ruleta del 7. Siete objetos (caparazón verde, caparazón rojo, bob-omba, champiñón, super claxon, plátano y blooper) rodearán el kart, y al ser activada todos se usarán de manera simultánea. Al ser desbloqueada la Ruleta del 7+ añadirá 3 monedas. Es la habilidad especial de Pauline, Rey Boo, Daisy "Navideña", Luigi "Clásico", Mario "Chef", Caco Gazapo, Mario "Halloween", Lakitu "Fiesta", Luigi "Pintor", Peach "Happi", Mario "Satellaview", Placapum, Shy Guy Celeste "Explorador", Poochy, Traje Mii Rey Boo, Traje Mii Caco Gazapo, Traje Mii Papá Noel, y Traje Mii Plateado.
Aro Turbo. 3 aros con un diseño similar a un anillo estelar darán velocidad al atravesar sobre ellos, los otros personajes pueden usarlo pero les dará un impulso menor. Al ser desbloqueado el Aro Turbo+ añadirá 2 aros más para que en total sean 5. Es la habilidad especial de Rosalina / Estela, Ludwig, Yoshi Azul, Birdo "Azul", Shy Guy Azul, Rosalina / Estela "Halloween", Peach "Invierno", Bebé Rosalina / Estela "Detective", Mario "Traje de Baño", Toad Pingüino, Mario "Aviador", Toadette "Astronauta", Traje Mii Rosalina / Estela , Traje Mii Delfín, Traje Mii Reno, Traje Mii Turbo Merlión/Vagón Merlión, Traje Mii Azul y Traje Mii Ludwig.
Doble Bob-omba. Dos bob-ombas orbitarán el kart; podrán ser lanzados hacia delante y hacia atrás, si alguien o algo se acerca a ellos explotarán. Al ser desbloqueado el Doble Bob-ombas+ añadirá una bob-omb más. Es la habilidad especial de Shy Guy, Roy, Wario, Waluigi, Koopa Morado "Corredor", Shy Guy Naranja, Mario "Músico", Yoshi Negro, Toadette "Exploradora", Luigi "Golfista", Daisy "Marinera", Traje Mii Wario , Traje Mii Chomp Cadenas, Traje Mii Goomba, Traje Mii Negro, Traje Mii Catina Alada, Traje Mii Roy y Traje Mii Waluigi.
Triple Caparazón Verde. Obtendrás 3 caparazones verdes que rodearan al kart. Al ser desbloqueado el Triple Caparazón Verde+ la probabilidad de obtenerlos aumenta y los caparazones girarán más rápido. Es la habilidad especial de Koopa, Huesitos, Iggy, Lakitu, Shy Guy Verde, Toad Verde "Boxes", Traje Mii Verde, Traje Mii Huesitos y Traje Mii Iggy.
Caparazón de Bowser. Un enorme caparazón arrazará con todo lo que se interponga en su camino. Al ser desbloqueado el Caparazón de Bowser+ el caparazón es más grande y tiene mejor precisión. Es la habilidad especial de Bowser, Bowser Jr/Bowsy, Bowsitos, Traje Mii Bowser, Traje Mii Bowsitos y Traje Mii Koopayaso/Helikoopa. 
Triple Plátano. Obtendrás 3 plátanos que rodearan al kart. Al ser desbloqueado el Triple Plátano+ la probabilidad de obtenerlos aumenta y los plátanos girarán más rápido. Es la habilidad especial de Shy Guy Amarillo, Waluigi "Conductor", Daisy "Traje de Baño", Dixie Kong, DK Jr SNES, Luigi "Chef", Mario "Mecánico", Traje Mii Pastelero , Traje Míi Pokey,  Traje Mii Daisy y Traje Mii Naranja.
Plátano Gigante. Un enorme plátano que se divide en 3 cuando es golpeado. Al ser desbloqueado el Plátano Gigante+ el plátano es aún más grande y se dividirá en 4. Es la habilidad especial de DK, Toad Amarillo "Boxes", Morton, Mario "Sunshine", Shy Guy Rosa "Ninja", Rosalina / Estela "Chef" , Mario Tanuki Blanco, Toad “Turista”, Floruga, Traje Mii DK, Traje Mii Amarillo, Traje Mii Morton y Traje Mii Floruga.
Lanzaplátanos. Dos barriles dispararán una ráfaga de plátanos al camino. Al ser desbloqueado el Lanzaplátanos+ de los barriles podrán salir plátanos gigantes. Es la habilidad especial de Diddy Kong, Funky Kong y Traje Mii Verde claro.
Cañón de Champiñones. El cañón lanzará una ráfaga de champiñones para poder ser atrapados y dar velocidad al jugador. Al ser desbloqueado el Cañón de Champiñones+ los champiñones saldrán en tres direcciones. Es la habilidad especial de Peachette, Peach "Kimono", Shy Guy "Pastelero", Toad "Fiesta", Mario "Béisbol", Mario "Golfista", Toadette "Marinera", Topo Monty, Mario “Traje Negro” Traje Mii Rojo, Traje Mii Moo Moo y Traje Mii Topo Monty.
Cañón de Bob-ombas. El cañón lanzará una ráfaga de bombas para lanzar a los contrincantes. Al ser desbloqueado el Cañón de Bob-ombas+ obtendrás dos cañones y mayor probabilidad de atacar a los enemigos. Es la habilidad especial de Shy Guy Negro, Rey Boo "Luigi's Mansion", Mario "Happi", Wario "Excursionista", Toad Constructor, Bowsitos Dorado, Bowser Jr/Bowsy "Pirata", Peach "Exploradora", Birdo "Negro", Waluigi "Vampiro", Traje Mii Castillo,Traje Mii Marrón y Traje Mii Escupicos/Spike.
Caja de Monedas. De la caja saldrán varias monedas para poder ser recogidas. Al ser desbloqueada la Caja de Monedas+ también saldrán monedas rojas (equivalente a 2 monedas comunes). Es la habilidad especial de Peach de Oro Rosa, Mario "Hakama", Peach "Vacaciones", Pauline "Fiesta", Koopa Dorado "Corredor", Rosalina / Estela "Traje de Baño", Huesitos Dorado, Rey Boo Dorado, Bowser "Papá Noel", Rey Bob-omb Dorado, Mario "Frac", Kamek, Bowser Felino,  Yoshi "Huevo Dorado", Daisy "Vestido Tailandés" , Placapum Dorado, Mario "Rey", Pepito/Floro Piraña Dorado, Larry "Invierno", Luigi “Caballero dorado”,Floruga "Dorada" Traje Mii Bloque ? y Traje Mii Dorado.
Martillo. Llega a lanzar 5 martillos hacia adelante o 3 hacia atrás, rebotando hasta dos veces en el suelo. Al ser desbloqueado el Martillo+ añadirá 2 martillos más. Es la habilidad especial de Hermano Martillo, Mario Constructor, Capitán Toad, Luigi Constructor, Toadette Constructora , Daisy "Granjera", Shy Guy Amarillo "Explorador", Luigi "Mecánico", Traje Mii Hermano Martillo y Traje Mii Topo Roqui/Tortopo.
Giga Bob-omb.  Es una bob-omb de color azul de tamaño grande, su apariencia es algo diferente con los bob-ombs, al ser lanzado en unos segundos explota causando un radio de explosión mucho más grande que un bob-omb. Al ser desbloqueado el Giga Bomb-omb+ la Giga Bob-omb será aún más grande y el radio de explosión crecerá. Es la habilidad especial de Rey Bob-omb, Toad Morado “Boxes”, Shy Guy Dorado, Peach "Yukata", Luigi Felino, Traje Mii Rey Bob-omb y Traje Mii Morado.
Súper Campana. Similar al Super Claxon, derribará todo lo que esté a su alrededor, sin embargo, a diferencia del Super Claxon, este elemento suena tres veces consecutivas, con la compensación de que otros corredores girarán y sus objetos los perderán. Al ser desbloqueada la Súper Campana+ la campana sonará una vez más y durará más tiempo. Es la habilidad especial de Peach Felina, Toad Felino, Rosalina / Estela Felina, Mario Felino y Traje Mii Felino.
Superhoja. Gira alrededor del vehículo golpeando a tus rivales, también recogerá las monedas que hay en su alrededor y permite volar por unos instantes (similar a la burbuja). Al ser desbloqueada la Superhoja+, aumentará la velocidad del movimiento de la cola. Es la habilidad especial de Mario Tanuki, Rosalina / Estela Tanuki y Luigi Kitsune.
Cápsula. Giran alrededor del jugador, al utilizarse son lanzadas y llegan a rebotar en el suelo. Al ser desbloqueada la Cápsula+ añade una cuarta cápsula y aumentan su tamaño. Es la habilidad especial de Dr. Mario, Dr. Luigi, Dra. Peach y Dr. Bowser.
Pluma. Sirve para girar, proporcionar saltos con acelerón y esquivar objetos. Además de poder pasar por encima de muros u obstáculos en la pista. Sólo disponible en modo batalla.

## Circuitos
Mario Kart Tour presenta circuitos propios de ciudades del mundo real, además de circuitos con ciertas temáticas relacionadas con la temporada (como Aldea de los Regalos que apareció en época navideña), sin olvidar los circuitos retro de entregas anteriores (desde Super Mario Kart hasta Mario Kart 7). Además, también incluye circutos de Super Mario Kart y Mario Kart Super Circuit con nuevos recorridos los cuales están bajo el nombre de RMX (Remix).
El Pase de pistas extras de Mario Kart 8 Deluxe adapta 48 circuitos de Mario Kart Tour.
Los circuitos presentarán variantes las cuales son el recorrido en reversa (representado como R), con nuevas rampas de salto, velocidad y/o deslizamiento (representado como X) y con ambas características (representado como RX).
| CIRCUITOS NITRO | CIRCUITOS RETRO | CIRCUITOS RMX (REMIX) |
| --- | --- | --- |
| - Visita a Nueva York 1, 2, 3 y 4 (Reaparece en Mario Kart 8 Deluxe por DLC) - Circuito Tokio 1, 2, 3 y 4 (Reaparece en Mario Kart 8 Deluxe por DLC) - Bulevares de París 1, 2 y 3 (Reaparece en Mario Kart 8 Deluxe por DLC) - Ronda por Londres 1, 2 y 3 (Reaparece en Mario Kart 8 Deluxe por DLC) - Vuelta por Vancouver 1, 2 y 3 (Reaparece en Mario Kart 8 Deluxe por DLC) - A tope en Los Ángeles 1, 2 y 3 (Reaparece en Mario Kart 8 Deluxe por DLC) - Aldea de los Regalos (Reaparece en Mario Kart 8 Deluxe por DLC) - Berlín de Vértigo 1, 2 y 3 (Reaparece en Mario Kart 8 Deluxe por DLC) - Mansión Ninja (Reaparece en Mario Kart 8 Deluxe por DLC) - Sídney sin Pausa 1, 2 y 3 (Reaparece en Mario Kart 8 Deluxe por DLC) - Acelerón en Singapur 1, 2 y 3 (Reaparece en Mario Kart 8 Deluxe por DLC) - Ámsterdam Acelerada / Derrapes en Ámsterdam 1, 2 y 3 (Reaparece en Mario Kart 8 Deluxe por DLC) - Atardecer en Bangkok 1, 2 y 3 (Reaparece en Mario Kart 8 Deluxe por DLC) - Ruinas Planta Piraña 1, 2 y 3 (Reaparece en Mario Kart 8 Deluxe por DLC) - Periplo ateniense / Atenas de Altura 1, 2 y 3 (Reaparece en Mario Kart 8 Deluxe por DLC) - Roma bajo la Luna 1, 2 y 3 (Reaparece en Mario Kart 8 Deluxe por DLC) - Tobogán Planta Piraña - Paseo por Madrid 1, 2 y 3 (Reaparece en Mario Kart 8 Deluxe por DLC) | Super Mario Kart (SNES) - Circuito Mario 1 - Prado Rosquilla 1 - Valle Fantasma 1 - Circuito Mario 2 - Isla Chocolate 1 - Valle Fantasma 2 - Prado Rosquilla 2 - Circuito Mario 3 - Isla Chocolate 2 - Lago Vainilla 1 - Castillo de Bowser 3 - Prado Rosquilla 3 - Playa Koopa 2 - Lago Vainilla 2 - Senda Arcoíris Mario Kart 64 (N64) - Pista Luigi - Playa Koopa - Desierto Kalimari - Desierto Kalimari 2 - Circuito Nevado - Monte Chocolate - Pista Mario - Pista Real - Valle de Yoshi Mario Kart Super Circuit (GBA) - Pista Peach - Parque de la Rivera - Castillo de Bowser 1 - Lago de Boo - Castillo de Bowser 2 - Pista Luigi - Jardín Celeste - Isla Cheep Cheep - Reserva Natural del Poniente - Tierra Nevada - Desierto de Yoshi - Castillo de Bowser 3 - Parque del Lago - Castillo de Bowser 4 Mario Kart Double Dash!! (GCN) - Parque Bebé - Puente Champiñón - Crucero Daisy - Estadio Waluigi - Circuito Yoshi - Montaña DK - Jungla Dino Dino Mario Kart DS (DS) - Mansión de Luigi - Pinball Waluigi - Colinas Champiñón - DK Alpino - Circuito Mario - Fortaleza Aérea - Jardín de Peach Mario Kart Wii (Wii) - Barranco Champiñón - Centro Cocotero - Cumbre DK - Circuito de Daisy - Colina de Koopa - Camino Forestal / Senda del Arce - Ruinas Seco Seco - Autopista de la Luna / Circuito Luz de Luna - Senda Arcoiris Mario Kart 7 (3DS) - Circuito Toad - Colinas Daisy - Cabo Cheep Cheep - Bazar Shy Guy - Circuito Mario - Montaña Roqui-Roque - Tuberías Planta Piraña - Galeón de Wario - Ciudad Koopa - Glaciar de Rosalina / Estela - Castillo de Bowser - Senda Arcoíris Mario Kart 8 Deluxe - Cielos Helados - Isla de Yoshi - Bañódromo / Escusado Acelerado | SNES - Circuito Mario 1 - Isla Chocolate 1 - Isla Chocolate 2 - Prado Rosquilla 1 - Valle Fantasma 1 - Lago Vainilla 1 - Lago Vainilla 2 - Senda Arcoíris 1 - Senda Arcoíris 2 GBA - Castillo de Bowser 1 |

## Campos de batalla
A partir de la actualización 3.0.0 y comenzando con la Temporada de Batalla, los jugadores podrán disfrutar del modo Batalla; los jugadores tendrán globos atados a sus vehículos, y la misión será revantarlos y eliminar a los rivales. Las carreras doradas dejaron de existir. 
Además se añade un rango para las batallas multijugador y tiene la opción de elegir los globos para competir.
Finalmente, se añade un menú para jugar con amigos, con reglas personalizadas como el número de globos y los tipos de ítems.
| CAMPOS DE BATALLA NITRO                        | CAMPOS DE BATALLA RETRO |
| ---------------------------------------------- | --- |
| - Visita a Nueva York B - Bulevares de París B | Mario Kart Super Circuit (GBA) - Pista de Batalla 1 Mario Kart Double Dash!! (GCN) - Tierra Galleta Mario Kart DS (DS) - Casa Crepúscular |

## Tuberías y tienda de destacados
Para cada temporada hay dos tuberías disponibles (una por semana). En ella incluye personajes, karts y alas comunes, singulares y megasingulares; además de megasingulares destacados de temporada. En ocasiones también habrá singulares destacados de temporada.
A partir de la temporada de Yoshi (2020) hasta la temporada de Aniversario, se añade una tercera tubería en donde se puede obtener personajes, karts o alas de temporadas pasadas o nuevos, relacionadas con la temporada en que aparecen. Las tuberías tenían disponibilidad de 100 tiros, 50 tiros, 30 tiros (aplicaba en tuberías de karts o alas) o hasta 10 tiros (sin oportunidad de reiniciar).
A partir de la temporada de Batalla, las tuberías semanales de destacados dejó de existir. En su lugar, fue añadida una tienda de destacados en donde se puede intercambiar personajes, karts y alas de temporada por rubíes; además de otros personajes, karts y alas útiles en las diversas pistas de las copas clasificatorias semanales.
El precio inicial de personajes es de 150 rubíes y el precio inicial de karts y alas es de 100 rubíes.
A partir de la temporada de Fiestas (2022), el precio de la primera compra de los destacados de la temporada obtiene un 30% de descuento, por lo cual, el precio inicial de personajes destacados de temporada es de 105 rubíes, mientras que el de karts y alas destacados de temporada es de 70 rubíes.
Actualmente, las tuberías son ofrecidas como premio de pase, o como premio al cumplir cierta cantidad de puntos jugando en el modo multijugador.

La lista muestra a los personajes, karts y alas destacadas de cada temporada.

### 1. Temporada de Nueva York
- Pauline
- Taxi amarillo
- Rascacielos

- Mario (Músico)
- Clásico azul
- Paracaídas Bill Bala

### 2. Temporada de Tokio
- Peach (Kimono)
- Carretaxi
- Parasol papel morado

- Mario (Hakama)
- Rayo GTI Kabuki
- Cometa celebración

### 3. Temporada de Halloween
- Rosalina / Estela (Halloween)
- Trucoturbo
- Alas siniestras

- Rey Boo (Luigi's Mansion)
- Espectromóvil
- Ala nubarrones

### 4. Temporada de París
- Peach (Vacaciones)
- Macarrón de fresa
- Crepa de fresa

- Shy Guy (Pastelero)
- Turbobulbo
- Superala francófila

### 5. Temporada de Invierno (2019)
- Mario (Papá Noel)
- Champibólido Navideño
- Paraestrella

- Peach de Oro Rosa
- Carro fulminante rosa
- Paracaídas real

### 6. Temporada de Londres
- Daisy (Navideña)
- Lazo GTI Navidad
- Lazo navideño

- Waluigi (Conductor)
- Autobús doble
- Parapente bandera

### 7. Temporada de Fiestas (2019)
- Yoshi (Reno)
- Trineo navideño
- Cajas de regalos

- Pauline (Fiesta)
- Taxi platino
- Rótulo 2020

### 8. Temporada de Año Nuevo
- Mario (Happi)
- Carretaxi
- Cometa Año Nuevo

- Toad (Fiesta)
- Canallículo empalagoso
- Paracaídas pirotecnia

### 9. Temporada Gélida
- Peach (Invierno)
- Supercarroza señorial
- Parasol nieve

- Luigi Pingüino
- Succionantes nieve
- Ala ventisca

### 10. Temporada de San Valentín
- Bebé Peach (Querubín)
- Manzana rodante
- Cajas dulces

- Peach (Vacaciones)
- Shy Guy (Pastelero)

### 11. Temporada de Vancouver
- Rosalina / Estela (Aurora)
- Cometa Aurora
- Parapente Destello

- Wario (Excursionista)
- Surcanieves
- Paraestrella arcoíris

### 12. Temporada de Mario Bros
- Mario Clásico
- Mario
- Centella rojo

- Luigi Clásico
- Luigi
- Dino F1 beige

### 13. Temporada de Bebé Rosalina / Estela
- Bebé Rosalina / Estela (Detective)
- Telimón
- Lazo a cuadros

- Waluigi (Conductor)
- Estela
- Autobús doble

### 14. Temporada de Hermano Martillo
- Hermano Martillo
- Hermano Bumerán
- Alas nubarrones

- Hermano Fuego
- Hermano Hielo
- Ala ventisca

### 15. Temporada de Yoshi
- Yoshi (Huevo)
- Conejomóvil
- Ovoparacaídas colorido

- Birdo
- Turbo Birdo
- Birdo (Celeste)
- Turbo Birdo celeste
- Birdo (Amarillo)
- Turbo Birdo amarillo

Tubería Especial
- Tubería Especial

### 16. Temporada X
- Mario Constructor
- Turboexcabadora
- Ala de seguridad

- Toad Constructor
- Minamóvil de bronce
- Paraestrella

### 17. Temporada Floral
- Daisy (Hada)
- Supercarroza
- Ala margarita

- Topo Monty
- Abejomóvil inverso
- Globos corazones

### 18. Temporada Selvática
- Funky Kong
- Kart plátano
- Alerón plátano

- Dixie Kong
- Todoterreno
- Ala flor rosa

### 19. Temporada Culinaria
- Mario (Chef)
- Macaron de Chocolate
- Rosquilla de Chocolate

- Bebé Peach (Querubín)
- Manzana rodante
- Cajas dulces
- Shy Guy (Pastelero)
- Turbobulbo
- Superala francófila

Tubería Especial
- Tubería Dorada

### 20. Temporada de Peach
- Peach (Nupcial)
- Dominguero rojo
- Campanala plateada

- Peach (Vacaciones)
- Peach (Invierno)
- Peach de Oro Rosa
- Carro fulminante rosa
- Paracaídas real

Tubería Especial
- Tubería autos clásicos

### 21. Temporada Oceánica
- Rosalina / Estela (Traje de Baño)
- Jet Soda azul
- Parapente Destello

- Mario (Traje de Baño)
- Submarino Cheep
- Alerón Blooper

Tubería Especial
- Tubería Marina

### 22. Temporada de Exploración
- Capitán Toad
- Minamóvil de bronce
- Ala Mapa del tesoro

- Toadette (Exploradora)
- Minamóvil plateado
- Ala papel de oro rosa

Tubería Especial
- Tubería XL

### 23. Temporada del Oeste
- Wario (Vaquero)
- Todoterreno marrón
- Paraestrella arcoíris

- Caco Gazapo
- Turbobulbo
- Parasol Caco Gazapo

Tubería Especial
- Tubería Alada

### 24. Temporada Pirata
- Bowser Jr / Bowsy (Pirata)
- Sushimotor pirata
- Parasol papel rayo

- Rey Bob-omba
- Bólido bala plateado
- Parapente bob-omba

Tubería Especial
- Tubería de Aliados

### 25. Temporada Festival Estival
- Daisy (Yukata)
- Lazo GTI Festival
- Grulla origami carmesí

- Peach (Kimono)
- Carretaxi
- Parasol papel morado
- Mario (Hakama)
- Rayo GTI kabuki
- Cometa celebración
- Mario (Happi)
- Canallículo empalagoso
- Paracaídas pirotecnia

Tubería Especial
- Tubería Rayo GTI

### 26. Temporada Super Mario Kart
- Mario SNES
- Tubiturbo de 8 bits
- Ala Mario de 8 bits

- DK Jr SNES
- Máximo DK
- Parapente bloque ?

Tubería Especial
- Tubería de Reunión

### 27. Temporada de Los Ángeles (2020)
- Mario (Sunshine)
- Surcaolas
- Paraestrella

- Funky Kong
- Kartplátano
- Alerón plátano
- Dixie Kong
- Todoterreno
- Ala flor rosa

Tubería Especial
- Tubería Playera

### 28. Temporada 1.erAniversario
- Pauline
- Mario (Hakama)
- Peach (Vacaciones)
- Waluigi (Conductor)
- Rosalina / Estela (Aurora)

- Mario (Músico)
- Peach (Kimono)
- Shy Guy (Pastelero)
- Bebé Rosalina / Estela (Detective)
- Wario (Excursionista)

Tubería Especial
- Tubería Dorada

### 29. Temporada de Halloween (2020)
- Mario (Halloween)
- Calabaza rodante
- Mariposa ocaso

- Peach (Halloween)
- Trucoturbo negro
- Aracnoala

Tubería Especial
- Tubería Clásicos Halloween

### 30. Temporada Atardecer
- Peach (Exploradora)
- Todoterreno
- Ala atardecer

- Capitán Toad
- Minamóvil de bronce
- Ala mapa del tesoro
- Toadette (Exploradora)
- Minamóvil plateado
- Ala papel de oro rosa

Tubería Especial
- Tubería de princesas

### 31. Temporada Mario vs Luigi
- Mario Constructor
- Surcanieves
- Paraestrella arcoíris
- Luigi Constructor
- Turboexcabadora
- Ala de seguridad

- Wario (Vaquero)
- Taxi rojo
- Paracaídas Bill Bala
- Waluigi (Conductor)
- Taxi platino
- Ala nubes

Tubería Especial
- Tubería Caja de Monedas

### 32. Temporada de Invierno (2020)
- Bowser (Papá Noel)
- Bowsario Navideño
- Campanala Navideña

- Mario (Papá Noel)
- Champibólido Navideño
- Paraestrella
- Yoshi (Reno)
- Trineo Navideño
- Cajas regalos

Tubería Especial
- Tubería Estelar

### 33. Temporada de Rosalina / Estela
- Rosalina / Estela de Fuego
- Manzana rodante
- Mariposa prisma

- Rosalina / Estela (Halloween)
- Manzana rodante tóxica
- Alas siniestras
- Rosalina / Estela (Aurora)
- Cometa Aurora
- Parapente Destello
- Rosalina / Estela (Traje de Baño)
- Jet Soda azul
- Velas mayores

Tubería Especial
- Tubería Tritubería

### 34. Temporada de Año Nuevo 2021
- Lakitu (Fiesta)
- Fiestamóvil
- Cometa Año Nuevo
- Toad (Fiesta)
- Canallículo empalagoso
- Paracaídas pirotecnia
- Pauline (Fiesta)
- Taxi platino
- Globos corazones

- Mario (Hakama)
- Mario (Happi)
- Mario Clásico
- Mario Constructor
- Mario (Chef)
- Mario (Traje de Baño)
- Mario SNES
- Mario (Sunshine)
- Mario (Halloween)

Tubería Especial
- Tubería Dorada

### 35. Temporada de Berlín
- Luigi (Tirolés)
- Salchichólido
- Mariposa aguamar

- Luigi Pingüino
- Luigi Clásico
- Luigi Constructor
- Sushimotor
- Alerón Blooper

Tubería Especial
- Tubería Urbana

### 36. Temporada Felina
- Peach Felina
- Felino
- Zarpas de gato rosa

- Toad Felino
- Jet Soda azul
- Máscaras Cheep Cheep

Tubería Especial
- Tubería vehículos rosas

### 37. Temporada Peach vs Daisy
- Peach (Nupcial)
- Dominguero rojo
- Campanala plateada
- Daisy (Hada)
- Supercarroza
- Ala margarita

- Mario (Chef)
- Macarrón de Chocolate
- Crepa de chocoplátano
- Shy Guy (Pastelero)
- Macarrón de fresa
- Crepa de fresa

Tubería Especial
- Tubería de San Valentín

### 38. Temporada Nevada
- Toad Pingüino
- Pingüimóvil gris
- Alas nubarrones
- Luigi Pingüino
- Subacuauto
- Alerón Blooper

- Peach (Invierno)
- Supercarroza señorial
- Parasol nieve
- Wario (Excursionista)
- Surcanieves
- Paraestrella arcoíris

Tuberías Especiales
- Tubería Ruleta del 7
- Tubería pesada

### 39. Temporada de Mario
- Mario (Casco de carreras)
- Súper Rayo GTI
- Superala champiñón

- Mario (Hakama)
- Rayo GTI Kabuki
- Cometa celebración
- Mario (Happi)
- Carretaxi
- Paracaídas pirotecnia
- Mario SNES
- Tubiturbo de 8 bits
- Paraestrella de 8 bits

Tubería Especial
- Tubería Aerodinamicus

### 40. Temporada de Yoshi (2021)
- Yoshi Blanco
- Yoshi (Huevo)
- Turbo Yoshi blanco
- Conejomóvil
- Ovoparacaídas colorido

- Birdo (Negro)
- Birdo
- Birdo (Celeste)
- Birdo (Amarillo)
- Turbo Birdo negro
- Turbo Birdo
- Turbo Birdo celeste
- Turbo Birdo amarillo

Tubería Especial
- Tubería Platanera

### 41. Temporada Ninja
- Shy Guy (Ninja)
- Sapólido verde
- Pergamino ninja

- Peach (Kimono)
- Carretaxi cerezo
- Parasol papel morado
- Daisy (Yukata)
- Lazo GTI Festival
- Abanicos Paipay

Tubería Especial
- Tubería Dorada

### 42. Temporada de Sídney (abril-mayo 2021)
- Bebé Mario (Koala)
- Turboyate
- Tabla de surf

- Mario (Traje de Baño)
- Submarino Cheep
- Alerón Blooper
- Rosalina / Estela (Traje de Baño)
- Jet soda azul
- Parapente Destello

Tubería Especial
- Tubería Oceánica

### 43. Temporada Bowser vs DK
- Bowsitos (x2)
- Carro fulminante negro
- Alas de dragón
- Funky Kong (x2)
- Ramby Raudo
- Ala tropical

- Peach Felina
- Felino
- Zarpas de gato negras
- Toad Felino
- Dominguero imperial

Tuberías Especiales
- Tubería Equipo Bowser
- Tubería Equipo DK

### 44. Temporada X (2021)
- Toadette Constructora
- Toad Constructor
- Turboexcabadora rosa
- Ala de seguridad

- Mario Constructor
- Luigi Constructor
- Turboexcabadora
- Ala Mapa del tesoro

Tubería Especial
- Tubería Hanafuda

### 45. Temporada Nupcial
- Mario (Frac)
- Clásico romántico
- Paraestrella plateada

- Peach (Nupcial)
- Supercarroza señorial
- Paracaídas real
- Pauline (Fiesta)
- Taxi rojo
- Globos corazones plata y oro
- Toad (Fiesta)
- Dominguero imperial
- Cajas de regalos

Tubería Especial
- Tubería Monoplaza

### 46. Temporada de París (2021)
- Luigi (Pintor)
- Pintasfalto
- Ala caballete

- Pauline (Rosas)
- Telimón verde
- Rosquilla de Chocolate
- Peach (Vacaciones)
- Dominguero rojo
- Superala francófila

Tuberías Especiales
- Tubería Implacable
- Tubería Yoshi Tricolor

### 47. Temporada de Verano
- Daisy (Traje de Baño)
- Surcaolas soleado
- Tabla de surf soleada

- Mario (Traje de Baño)
- Submarino Cheep
- Ala manta plateada
- Rosalina / Estela (Traje de Baño)
- Jet soda azul
- Velas mayores

Tubería Especial
- Tubería Pirata

### 48. Temporada de Los Ángeles (2021)
- Mario (Béisbol)
- Bateador rojo
- Estadio de béisbol

- Mario (Sunshine)
- Surcaolas
- Paraestrella rojiazul
- Funky Kong
- Turboyate
- Tabla de surf

Tubería Especial
- Tubería Dorada

### 49. Temporada Mario vs Peach
- Peach (Happi)
- Carretaxi cerezo
- Grulla origami primaveral
- Mario (Happi)
- Carretaxi
- Máscaras Cheep Cheep

- Daisy (Yukata)
- Lazo GTI Festival
- Abanicos Paipay
- Shy Guy (Ninja)
- Sapólido verde
- Pergamino ninja

Tuberías Especiales
- Tubería Peach
- Tubería Mario

### 50. Temporada Helada
- Mario Pingüino
- Pingüimóvil
- Alerón pingüi

- Luigi Pingüino
- Pingüimóvil gris
- Ala manta
- Toad Pingüino
- Cactomóvil gélido
- Ala nubarrones

Tubería Especial
- Tubería Candente

### 51. Temporada de Kamek
- Kamek
- Escoba de Kamek
- Ala mágica

- Bowser Jr / Bowsy (Pirata) (x2)
- Sushimotor pirata
- Velas mayores negras
- Bowsitos (x2)
- Bowsario plateado
- Parasol papel Bowsitos

Tubería Especial
- Tubería de Aliados

### 52. Temporada de Sídney (septiembre 2021)
- Yoshi (Canguro)
- Autobús doble verde
- Ala atardecer

- Bebé Mario (Koala)
- Turboyate
- Tabla de surf
- Toad Felino
- Zarpas de gato negras
- Felino negro

Tubería Especial
- Tubería Oceánica

### 53. Temporada 2.º Aniversario
- Pauline
- Peach (Kimono)
- Mario (Hakama)
- Peach (Vacaciones)
- Luigi (Pintor)

- Mario (Músico)
- Waluigi (Conductor)
- Mario (Béisbol)
- Luigi (Tirolés)
- Bebé Rosalina / Estela (Detective)

Tuberías Especiales
- Tubería Metropolitana 1
- Tubería Metropolitana 2

### 54. Temporada de Otoño
- Mario Tanuki
- Kart Tanuki
- Parapente Tanuki

- Peach (Halloween)
- Trucoturbo
- Aracnoala
- Rey Boo (Luigi's Mansion)
- Espectromóvil
- Ala nubarrones

Tubería especial
- Tubería Grandes orejas

### 55. Temporada de Halloween (2021)
- Waluigi (Vampiro)
- Vampimóvil
- Alas vampíricas

- Rosalina / Estela (Halloween)
- Aracnoturbo
- Crepa de chocoplátano
- Mario (Halloween)
- Calabaza rodante
- Mariposa ocaso

Tubería especial
- Tubería dorada

### 56. Temporada Toad vs Toadette
- Capitán Toad
- Minamóvil de bronce
- Ala mapa del tesoro
- Toadette (Exploradora)
- Minamóvil plateado
- Mariposa prisma

- Toadette Constructora
- Turboexcabadora rosa
- Ala de seguridad
- Toad Constructor
- Turboexcabadora negra
- Ala atardecer

Tuberías especiales
- Tubería equipo Toad
- Tubería equipo Toadette

### 57. Temporada Espacial
- Mario (Satellaview)
- Astrotractor
- Globos asteroides

- Rosalina / Estela de Fuego
- Taxi rosas
- Parasol rosas
- Rosalina / Estela (Aurora)
- Cometa aurora
- Parapente Destello
- Rosalina / Estela (Halloween)
- Escoba de Kamek
- Astroala

Tubería especial
- Tubería Alas azules

### 58. Temporada de Fiestas (2021)
- Bowser (Papá Noel)
- Bowsario navideño
- Cajas de regalos
- Mario (Papá Noel)
- Champibólido navideño
- Paraestrella rojiazul

- Daisy (Navideña)
- Supercarroza navideña
- Lazo navideño
- Yoshi (Reno)
- Trineo navideño
- Campanala navideña

Tubería especial
- Tubería Caja de monedas

### 59. Temporada Pingüino
- Toadette Pingüino
- Pingüimóvil gris
- Parasol nieve
- Toad Pingüino
- Surcanieves
- Ala manta moteada

- Mario Pingüino
- Pingüimóvil
- Alerón pingüi
- Luigi Pingüino
- Surcanieves plateado
- Tabla de surf plateada

Tubería especial
- Tubería autos azules

### 60. Temporada de Año Nuevo 2022
- Bowser Felino
- Canallículo Tigre
- Parapente calicó
- Peach Felina
- Felino
- Zarpas de gato rosa

- Toad Felino
- Felino negro
- Zarpas de gato negras
- Rosalina / Estela Felina
- Felino gris
- Parapente felino negro

Tubería especial
- Tubería dorada

## Temporadas
Las temporadas mostradas a continuación comienzan desde el lanzamiento oficial de Mario Kart Tour ("GMT-7") y son las siguientes:
| TEMPORADA | CIRCUITO PRINCIPAL | DURACIÓN |
| --- | --- | --- |
| - 01. Temporada de Nueva York - 02. Temporada de Tokio - 03. Temporada de Halloween (2019) - 04. Temporada de París (2019) - 05. Temporada de Invierno (2019) - 06. Temporada de Londres - 07. Temporada de Fiestas (2019) - 08. Temporada de Año Nuevo - 09. Temporada Gélida - 10. Temporada de San Valentín - 11. Temporada de Vancouver - 12. Temporada de Mario Bros - 13. Temporada de Bebé Rosalina / Estela - 14. Temporada de Hermano Martillo - 15. Temporada de Yoshi (2020) - 16. Temporada X (2020) - 17. Temporada Floral - 18. Temporada Selvática - 19. Temporada Culinaria - 20. Temporada de Peach - 21. Temporada Oceánica - 22. Temporada de Exploración - 23. Temporada del Oeste - 24. Temporada Pirata - 25. Temporada Festival Estival - 26. Temporada Super Mario Kart - 27. Temporada de Los Ángeles - 28. Temporada 1.er aniversario - 29. Temporada de Halloween (2020) - 30. Temporada Atardecer - 31. Temporada Mario vs Luigi (2020) - 32. Temporada de Invierno (2020) - 33. Temporada de Rosalina / Estela - 34. Temporada de Año Nuevo 2021 - 35. Temporada de Berlín - 36. Temporada Felina - 37. Temporada Peach vs Daisy - 38. Temporada Nevada - 39. Temporada de Mario - 40. Temporada de Yoshi (2021) - 41. Temporada Ninja (2021) - 42. Temporada de Sídney (abril - mayo 2021) - 43. Temporada Bowser vs DK - 44. Temporada X (2021) - 45. Temporada Nupcial - 46. Temporada de París (2021) - 47. Temporada de Verano (2021) - 48. Temporada de Los Ángeles (2021) - 49. Temporada Mario vs Peach - 50. Temporada Helada - 51. Temporada de Kamek - 52. Temporada de Sídney (septiembre de 2021) - 53. Temporada 2.º Aniversario - 54. Temporada de Otoño (2021) - 55. Temporada de Halloween (2021) - 56. Temporada Toad vs Toadette - 57. Temporada Espacial (2021) - 58. Temporada de Fiestas (2021) - 59. Temporada Pingüino - 60. Temporada de Año Nuevo 2022 - 61. Temporada de Singapur - 62. Temporada Wario vs Waluigi - 63. Temporada de los Ángeles (2022) - 64. Temporada Cielo - 65. Temporada Mii - 66. Temporada Samurái - 67. Temporada de Yoshi (2022) - 68. Temporada de Ámsterdam - 69. Temporada Médica (2022) - 70. Temporada Peach vs Bowser - 71. Temporada Felina (2022) - 72. Temporada de Ciudad - 73. Temporada de Bangkok - 74. Temporada Planta Piraña - 75. Temporada Marina - 76. Temporada de Helados (2022) - 77. Temporada de Bowser - 78. Temporada Mario vs Luigi (2022) - 79. Temporada de Aniversario (2022) - 80. Temporada de Batalla - 81. Temporada de Halloween (2022) - 82. Temporada de Otoño (2022) - 83. Temporada de Animales - 84. Temporada Peach vs Bowser (noviembre-diciembre 2022) - 85. Temporada de Fiestas (2022) - 86. Temporada de Año Nuevo (2022-2023) - 87. Temporada Espacial (2023) - 88. Temporada de Invierno (2023) - 89. Temporada de Exploración (2023) - 90. Temporada Médica (2023) - 91. Temporada de Mario (2023) - 92. Temporada Ninja (2023) - 93. Temporada de Yoshi (2023) - 94. Temporada de Primavera - 95. Temporada de Bowser (2023) - 96. Temporada Mii (2023) - 97. Temporada de Princesas - 98. Temporada Mario vs Luigi (2023) - 99. Temporada Nocturna - 100. Temporada de tuberías - 101. Temporada Soleada - 102. Temporada de Vacaciones - 103. Temporada de Verano (2023) - 104. Temporada de Helados (2023) - 105. Temporada de Aniversario (2023) | - 01. Visita a Nueva York - 02. Circuito Tokio - 03. DS Mansión de Luigi - 04. Bulevares de París - 05. DS DK Alpino - 06. Ronda por Londres - 07. Visita a Nueva York 2 y 3DS Senda Arcoíris - 08. Circuito Tokio 2 - 09. N64 Circuito Nevado - 10. Bulevares de París 2 - 11. Vuelta por Vancouver - 12. RMX Circuito Mario 1 - 13. Ronda por Londres 2 - 14. SNES Prado Rosquilla 1 - 15. GCN Circuito Yoshi - 16. 3DS Circuito Mario RX - 17. 3DS Colinas Daisy - 18. GCN Jungla Dino Dino - 19. SNES Isla Chocolate 1 - 20. N64 Pista Real - 21. SNES Playa Koopa 2 - 22. N64 Monte Chocolate - 23. N64 Desierto Kalimari 2 - 24. DS Fortaleza Aérea - 25. Circuito Tokio 3 - 26. RMX Senda Arcoíris 1 - 27. A tope en Los Ángeles - 28. Visita a Nueva York 3 - 29. Wii Camino Forestal / Senda del Arce - 30. GBA Reserva Natural del Poniente - 31. Circuito Mario 1RX - 32. Aldea de los Regalos - 33. 3DS Glaciar de Rosalina / Estela - 34. RMX Senda Arcoíris 2 - 35. Berlín de Vértigo 2 - 36. SNES Prado Rosquilla 2 - 37. RMX Isla Chocolate 2 - 38. Wii Cumbre DK - 39. Circuito Tokio 4 - 40. GCN Circuito Yoshi - 41. Mansión Ninja - 42. Sídney sin Pausa - 43. DS Fortaleza Aérea - 44. RMX Isla Chocolate 1RX - 45. N64 Pista Real - 46. Bulevares de París 3 - 47. GBA Isla Cheep Cheep - 48. A tope en Los Ángeles 3 - 49. Circuito Tokio 2 - 50. RMX Lago Vainilla 1 - 51. RMX Valle Fantasma 1 - 52. Sídney sin Pausa 2 - 53. Visita a Nueva York 4 - 54. Wii Camino Forestal / Senda del Arce - 55. Ronda por Londres 3 - 56. N64 Desierto Kalimari 2RX - 57. 3DS Senda Arcoíris - 58. Aldea de los Regalos R - 59. Vuelta por Vancouver 2 - 60. 3DS Castillo de Bowser - 61. Acelerón en Singapur - 62. 3DS Galeón de Wario - 63. A tope en Los Ángeles 2 - 64. GBA Jardín Celeste - 65. Wii Barranco Champiñón - 66. Mansión Ninja R - 67. N64 Valle de Yoshi - 68. Ámsterdam Acelerada / Derrapes en Ámsterdam - 69. Wii Centro Cocotero - 70. Wii Colina de Koopa - 71. GCN Parque Bebé - 72. Berlín de Vértigo - 73. Atardecer en Bangkok - 74. 3DS Tuberías Planta Piraña - 75. GCN Crucero Daisy - 76. Cielos Helados - 77. GBA Castillo de Bowser 3 - 78. N64 Pista Luigi - 79. Sídney sin Pausa 3 - 80. RMX Prado Rosquilla 1 - 81. GBA Lago de Boo - 82. Vuelta por Vancouver 3 - 83. GCN Montaña DK - 84. DS Jardín de Peach - 85. GBA Tierra Nevada - 86. GBA Jardín Celeste RX - 87. Wii Senda Arcoiris - 88. Acelerón en Singapur 3 - 89. Ruinas Planta Piraña 1 y 2 - 90. DS Colinas Champiñón - 91. DS Circuito Mario - 92. Wii Ruinas Seco Seco - 93. Isla de Yoshi - 94. Periplo ateniense / Atenas de Altura - 95. SNES Castillo de Bowser 3 - 96. GCN Puente Champiñón - 97. Wii Circuito Daisy - 98. N64 Pista Mario - 99. Roma bajo la Luna - 100. Tobogán Planta Piraña - 101. GCN Crucero Daisy - 102. Bañódromo / Escusado Acelerado - 103. Paseo por Madrid - 104. Cielos Helados - 105. Periplo ateniense 3 / Atenas de Altura 3 | - 01. 25 de septiembre de 2019 - 9 de octubre de 2019 - 02. 9 de octubre de 2019 - 23 de octubre de 2019 - 03. 23 de octubre de 2019 - 6 de noviembre de 2019 - 04. 6 de noviembre de 2019 - 20 de noviembre de 2019 - 05. 20 de noviembre de 2019 - 4 de diciembre de 2019 - 06. 4 de diciembre de 2019 - 18 de diciembre de 2019 - 07. 18 de diciembre de 2019 - 1 de enero de 2020 - 08. 1 de enero de 2020 - 15 de enero de 2020 - 09. 15 de enero de 2020 - 29 de enero de 2020 - 10. 29 de enero de 2020 - 12 de febrero de 2020 - 11. 12 de febrero de 2020 - 26 de febrero de 2020 - 12. 26 de febrero de 2020 - 11 de marzo de 2020 - 13. 11 de marzo de 2020 - 25 de marzo de 2020 - 14. 25 de marzo de 2020 - 8 de abril de 2020 - 15. 8 de abril de 2020 - 22 de abril de 2020 - 16. 22 de abril de 2020 - 6 de mayo de 2020 - 17. 6 de mayo de 2020 - 20 de mayo de 2020 - 18. 20 de mayo de 2020 - 3 de junio de 2020 - 19. 3 de junio de 2020 - 17 de junio de 2020 - 20. 17 de junio de 2020 - 1 de julio de 2020 - 21. 1 de julio de 2020 - 15 de julio de 2020 - 22. 15 de julio de 2020 - 29 de julio de 2020 - 23. 29 de julio de 2020 - 12 de agosto de 2020 - 24. 12 de agosto de 2020 - 26 de agosto de 2020 - 25. 26 de agosto de 2020 - 9 de septiembre de 2020 - 26. 9 de septiembre de 2020 - 23 de septiembre de 2020 - 27. 23 de septiembre de 2020 - 7 de octubre de 2020 - 28. 7 de octubre de 2020 - 21 de octubre de 2020 - 29. 21 de octubre de 2020 - 4 de noviembre de 2020 - 30. 4 de noviembre de 2020 - 18 de noviembre de 2020 - 31. 18 de noviembre de 2020 - 2 de diciembre de 2020 - 32. 2 de diciembre de 2020 - 16 de diciembre de 2020 - 33. 16 de diciembre de 2020 - 30 de diciembre de 2020 - 34. 30 de diciembre de 2020 - 13 de enero de 2021 - 35. 13 de enero de 2021 - 27 de enero de 2021 - 36. 27 de enero de 2021 - 9 de febrero de 2021 - 37. 9 de febrero de 2021 - 23 de febrero de 2021 - 38. 23 de febrero de 2021 - 9 de marzo de 2021 - 39. 9 de marzo de 2021 - 23 de marzo de 2021 - 40. 23 de marzo de 2021 - 7 de abril de 2021 - 41. 7 de abril de 2021 - 21 de abril de 2021 - 42. 21 de abril de 2021 - 5 de mayo de 2021 - 43. 5 de mayo de 2021 - 19 de mayo de 2021 - 44. 19 de mayo de 2021 - 1 de junio de 2021 - 45. 1 de junio de 2021 - 15 de junio de 2021 - 46. 15 de junio de 2021 - 29 de junio de 2021 - 47. 29 de junio de 2021 - 13 de julio de 2021 - 48. 13 de julio de 2021 - 27 de julio de 2021 - 49. 27 de julio de 2021 - 10 de agosto de 2021 - 50. 10 de agosto de 2021 - 24 de agosto de 2021 - 51. 24 de agosto de 2021 - 7 de septiembre de 2021 - 52. 7 de septiembre de 2021 - 20 de septiembre de 2021 - 53. 20 de septiembre de 2021 - 5 de octubre de 2021 - 54. 5 de octubre de 2021 - 19 de octubre de 2021 - 55. 19 de octubre de 2021 - 2 de noviembre de 2021 - 56. 2 de noviembre de 2021 - 16 de noviembre de 2021 - 57. 16 de noviembre de 2021 - 29 de noviembre de 2021 - 58. 29 de noviembre de 2021 - 13 de diciembre de 2021 - 59. 13 de diciembre de 2021 - 27 de diciembre de 2021 - 60. 27 de diciembre de 2021 - 10 de enero de 2022 - 61. 10 de enero de 2022 - 25 de enero de 2022 - 62. 25 de enero de 2022 - 7 de febrero de 2022 - 63. 7 de febrero de 2022 - 21 de febrero de 2022 - 64. 21 de febrero de 2022 - 7 de marzo de 2022 - 65. 7 de marzo de 2022 - 21 de marzo de 2022 - 66. 21 de marzo de 2022 - 4 de abril de 2022 - 67. 4 de abril de 2022 - 18 de abri de 2022 - 68. 18 de abril de 2022 - 1 de mayo de 2022 - 69. 1 de mayo de 2022 - 16 de mayo de 2022 - 70. 16 de mayo de 2022 - 30 de mayo de 2022 - 71. 30 de mayo de 2022 - 13 de junio de 2022 - 72. 13 de junio de 2022 - 27 de junio de 2022 - 73. 27 de junio de 2022 - 11 de julio de 2022 - 74. 11 de julio de 2022 - 25 de julio de 2022 - 75. 25 de julio de 2022 - 8 de agosto de 2022 - 76. 8 de agosto de 2022 - 22 de agosto de 2022 - 77. 22 de agosto de 2022 - 5 de septiembre de 2022 - 78. 5 de septiembre de 2022 - 19 de septiembre de 2022 - 79. 19 de septiembre de 2022 - 3 de octubre de 2022 - 80. 3 de octubre de 2022 - 17 de octubre de 2022 - 81. 17 de octubre de 2022 - 31 de octubre de 2022 - 82. 31 de octubre de 2022 - 14 de noviembre de 2022 - 83. 14 de noviembre de 2022 - 28 de noviembre de 2022 - 84. 28 de noviembre de 2022 - 12 de diciembre de 2022 - 85. 12 de diciembre de 2022 - 26 de diciembre de 2022 - 86- 26 de diciembre de 2022 - 9 de enero de 2023 - 87. 9 de enero de 2023 - 23 de enero de 2023 - 88. 23 de enero de 2023 - 6 de febrero de 2023 - 89. 6 de febrero de 2023 - 20 de febrero de 2023 - 90. 20 de febrero de 2023 - 6 de marzo de 2023 - 91. 6 de marzo de 2023 - 20 de marzo de 2023 - 92. 20 de marzo de 2023 - 4 de abril de 2023 - 93. 5 de abril de 2023 - 18 de abril de 2023 - 94. 19 de abril de 2023 - 2 de mayo de 2023 - 95. 3 de mayo de 2023 - 16 de mayo de 2023 - 96. 17 de mayo de 2023 - 30 de mayo de 2023 - 97. 31 de mayo de 2023 - 13 de junio de 2023 - 98. 14 junio de 2023 - 27 de junio de 2023 - 99. 28 junio de 2023 - 11 de julio de 2023 - 100. 12 de julio de 2023 - 25 de julio de 2023 - 101. 26 de julio de 2023 - 8 de agosto de 2023 - 102. 9 de agosto de 2023 - 22 de agosto de 2023 - 103. 23 de agosto de 2023 - 5 de septiembre de 2023 - 104. 6 de septiembre de 2023 - 19 de septiembre de 2023 - 105. 20 de septiembre de 2023 - 3 de octubre de 2023 |

A partir del 4 de octubre de 2023 las temporadas siguientes continúan con contenido de temporadas anteriores, siendo la primera la Temporada de Batalla (2022).
| - 1. Temporada de Batalla (2022) - 2. Temporada de Halloween (2022) - 3. Temporada de Otoño (2022) - 4. Temporada de Animales - 5. Temporada Peach vs Bowser (2022) - 6. Temporada de Fiestas (2022) - 7. Temporada de Año Nuevo (2023) | - 1. GCN Tierra Galleta - 2. GBA Lago de Boo - 3. Vuelta por Vancouver 3 - 4. GCN Montaña DK - 5. DS Jardín de Peach - 6 GBA Tierra nevada - 7. GBA Jardín Celeste RX | - 1. 4 de octubre de 2023 - 17 de octubre de 2023 - 2. 18 de octubre de 2023 - 31 de octubre de 2023 - 3. 1 de noviembre de 2023 - 14 de noviembre de 2023 - 4. 15 de noviembre de 2023 - 28 de noviembre de 2023 - 5. 29 de noviembre de 2023 - 12 de diciembre de 2023 - 6. 13 de diciembre de 2023 - 26 de diciembre de 2023 - 7. 27 de diciembre de 2023 - 9 de enero de 2024 |

| - 1. Temporada Espacial (2023) - 2. Temporada de Invierno (2023) - 3. Temporada de Exploración (2023) - 4. Temporada Médica (2023) - 5. Temporada Mario (2023) - 6. Temporada Ninja (2023) - 7. Temporada de Yoshi (2023) - 8. Temporada de Primavera (2023) | - 1. Wii Senda Arcoiris - 2. Atardecer en Bangkok 3 - 3. Ruinas Planta Piraña - 4. DS Colinas Champiñón - 5. DS Circuito Mario - 6. Wii Ruinas Seco Seco - 7. Isla de Yoshi - 8. Periplo ateniense / Atenas de Altura | - 1. 10 de enero de 2024 - 23 de enero de 2024 - 2. 24 de enero de 2024 - 6 de febrero de 2024 - 3. 7 de febrero de 2024 - 20 de febrero de 2024 - 4. 21 de febrero de 2024 - 5 de marzo de 2024 - 5. 6 de marzo de 2024 - 19 de marzo de 2024 - 6. 20 de marzo de 2024 - 2 de abril de 2024 - 7. 3 de abril de 2024 - 16 de abril de 2024 - 8. 17 de abril de 2024 - 30 de abril de 2024 |

## Recepción
En su primer día, "Mario Kart Tour" estaba disponible para descargar en 60 mercados, incluidos los mercados japonés y estadounidense. En cuanto a los ingresos, ocupó el puesto #19 para aplicaciones de iPhone en los Estados Unidos. Según los datos de Sensor Tower Store Intelligence, el juego recibió 90.1 millones de descargas en su primera semana y ha acumulado aproximadamente 123.9 millones de descargas únicas tanto en App Store como en Google Play, generando $ 37.4 millones en gastos de jugadores en octubre desde su lanzamiento.
Esta fue una mejora significativa en el debut en comparación con el Dr. Mario World, un juego móvil de tres juegos también desarrollado por Nintendo y lanzado el 9 de julio de 2019, que colocó en el #503 durante su debut. Otro juego publicado por Nintendo el 2 de febrero de 2019, Fire Emblem Heroes, ocupó el puesto número 17 en la principal aplicación de ingresos de iPhone durante su debut. Mario Kart Tour es el lanzamiento móvil más grande de Nintendo y tiene una amplia variedad de usuarios (el 40% de los usuarios de Mario Kart Tour son mujeres).
El juego recibió críticas mixtas. Mientras que unos críticos alabaron los gráficos y controles, otros criticaron los elementos gacha de compra, así como la necesidad constante de una conexión a Internet estable y la que única forma de desbloquear cosas como el Pase Dorado que se requiere para utilizar la función de 200cc, karts y personajes en el juego requiere dinero. El juego también fue criticado por la ausencia del modo multijugador en las primeras semanas del juego (cosa que fue añadida luego y tiene 2 tipos de carrera,la carrera normal que es gratuita y la carrera dorada que se consigue con el pase dorado)(actualmente solo tiene carreras normales y modo batalla en la pestaña de multijugador), y por no tener personajes como Luigi en la primera y segunda temporada (al final Luigi fue añadido en la tercera temporada:la Temporada de Halloween como un personaje singular).
A pesar de las críticas, el juego el ganador en la 23ª entrega anual de los premios D.I.C.E. como el "Mejor juego de carreras del año".
En 2020, Mario Kart Tour fue la más jugable durante la cuarentena por la Pandemia de COVID-19.

## Compatibilidad
Mario Kart Tour actualmente no es compatible con una gama de dispositivos con el sistema operativo Android. Según, Nintendo estas son las características que debe cumplir tu dispositivo Android para que Mario Kart Tour sea compatible:
• Sistema operativo Android 5.1 (Lollipop) o superior.
• 1,5 GB o más de RAM.
• CPU de 64 bits.
Para que Mario Kart Tour sea compatible en iOS, tu dispositivo iPhone, iPad y iPod touch requiere tener el sistema operativo iOS 10 o el más reciente (iOS 15).